# Círculo del Liceo

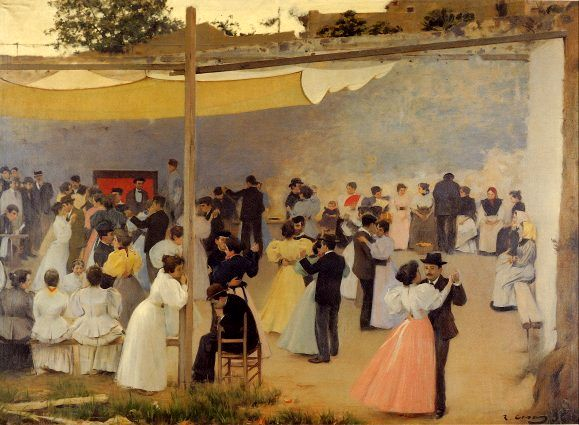
Baile por la tarde, Ramón Casas (1896). Pintura del Círculo del Liceo.

El Círculo del Liceo es un club privado, de estilo inglés, fundado en 1847, que comparte edificio con el Gran Teatro del Liceo de Barcelona. A pesar de su ubicación, el Círculo es una asociación totalmente independiente del Teatro y cuenta con uno de los conjuntos modernistas más importantes de España.
Debido a sus orígenes comunes, el Círculo cuenta con muchos abonados del Liceo, que hacen uso del Círculo las noches de ópera y conciertos. El Círculo ha sido y es un lugar de referencia para la vida social y cultural de Barcelona. Cada año se  realizan numerosos actos, recitales, conciertos, conferencias, presentaciones, entregas de premios y homenajes en los que participan tanto los socios como otras personalidades de la vida cultural catalana. El año 2010, el Círculo rindió homenaje a la soprano Montserrat Caballé por sus 50 años de carrera y le dedicó una sala de conferencias y audiciones, la "Sala Montserrat Caballé". Igualmente, en 2011 el Círculo homenajeó el tenor Plácido Domingo con motivo de su 70.º aniversario. 
Actualmente, el Círculo del Liceo cuenta con casi un millar de socios, a los cuales ofrece un espacio elegante, formado por numerosos salones, ejemplo destacado del Modernismo, y otros servicios como restaurante, biblioteca o sala de conferencias y audiciones.

## Historia
El origen del Círculo del Liceo es paralelo a la finalización de las obras de construcción del Teatro del Liceo. Según consta en la documentación del archivo del Círculo, pocos meses después de la inauguración del Teatro, se reunía la primera Junta de Gobierno del Círculo, el 20 de noviembre de 1847, bajo la dirección del Marqués de Sentmenat y de Ciutadilla, Conde de Múnter. Se puede considerar el 20 de noviembre del 1847 como la fecha en que se creó el Círculo del Liceo, puesto que es el día en que se inscribieron los 125 fundadores que constan en el primer libro de registro de socios. El artículo primero de los estatutos del Círculo afirma que:

Los orígenes del Círculo se encuentran en la Sociedad Auxiliar de Construcción, constituida el 30 de noviembre de 1844, con el fin de obtener la financiación necesaria para la construcción del Teatro. La mencionada Sociedad aportó 75.000 duros, divididos en 50 acciones de 1.500 duros. A cambio de la aportación económica, se cedieron derechos de propiedad y explotación de la fachada y de algunas partes del edificio, que pasaron a ser propiedad del Círculo del Liceo.

Desde su inauguración en 1847, el Círculo ha mantenido sus puertas abiertas y sólo las cerró durante la Guerra Civil. El incendio del Teatro del Liceo del 31 de enero de 1994, no causó daños materiales al Círculo, que permaneció abierto durante todo el período de reconstrucción del Teatro. 
Actualmente, el Círculo del Liceo abre sus salas al público una vez al año, con motivo de la Jornada de Puertas Abiertas del Gran Teatro del Liceo.

## Patrimonio

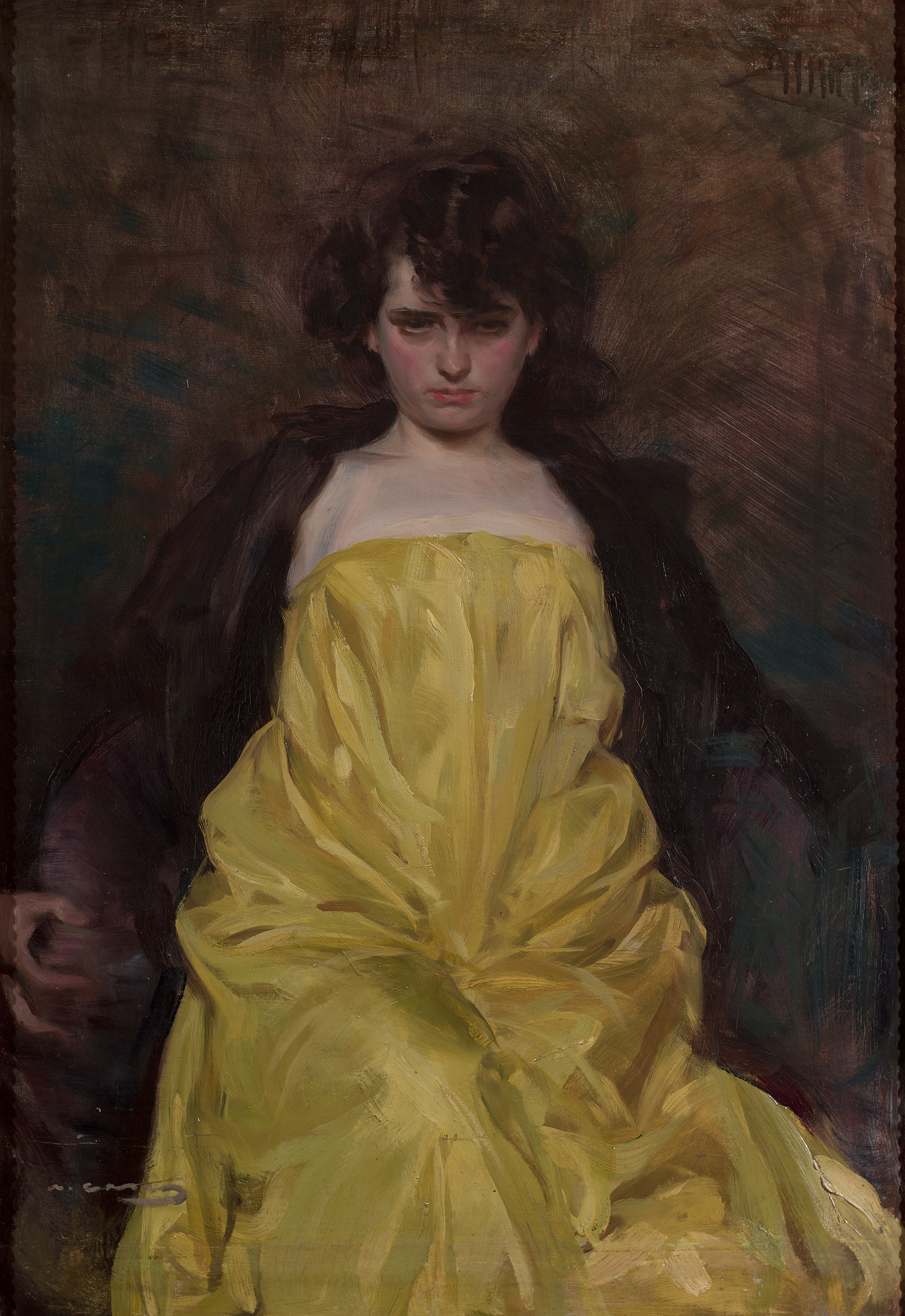
La Sargantain, retrato de Júlia Peraire (1907) hecho por Ramón Casas. Pintura del Círculo del Liceo.

La propia historia del Círculo ha permitido a la entidad contar con un patrimonio artístico de gran valor. Dispone de una biblioteca con publicaciones de época y casi en todas sus dependencias se puede disfrutar de decoración modernista, desde la conocida "Pecera" con una fabulosa vista de la Rambla, hasta la Sala del Reloj o el Gran Salón del Círculo, presidido por la famosa "Júlia", de Ramón Casas, obra conocida como La Sargantain (1907). El Círculo es hoy en día una muestra viva de todas las artes, desde el arte de la marquetería, hasta los esmaltes, grabados, aguafuertes y aceites de los mejores artistas catalanes de la época, como por ejemplo Alexandre de Riquer, Santiago Rusiñol, Modesto Urgell Inglada y Francesc Miralles, entre otros. La decoración modernista que se puede disfrutar a la mayoría de aposentos se encuentra acompañada de una colección importante de obras artísticas, especialmente de pintura y escultura, que se ha ido ampliando a lo largo de los años. Durando en 2010, por ejemplo, el Círculo incorporó a su colección un conjunto de grabados de Antoni Tàpies dedicados a Richard Wagner, ubicados actualmente en la antigua sala de cartas del segundo piso.
Las cuatro célebres cristaleras instaladas al vestíbulo de entrada en 1905 no sólo son una viva impronta del Modernismo, sino un testigo de la fuerte influencia del Wagnerismo a la cultura catalana de comienzos del siglo XX y al papel del Círculo como introductor de Wagner en Cataluña. Las cristaleras son obra de Oleguer Junyent, Josep Pey y Antoni Bordalba, y representan escenas esenciales de los cuatro episodios de la Tetralogia de Wagner: El Oro del Rin está representado con escenas de las Hijas del Rin y Alberich en el primer cuadro; La Walkíria, con la escena de la dormició de Brünnhilde mientras Wotan la hace rodear por el fuego del dios Loge; Sigfrid, con la escena de los "Murmullos de la selva"; y el Atardecer de los dioses, con la escena del entierro de Sigfrid.

## SalaLa Rotonda
El conjunto mural más destacado del Círculo del Liceo lo constituyen, sin duda, los doce óleos sobre tela que decoran la antigua sala de juego conocida como La Rotonda, encargados a Ramón Casas, que no sólo asumió la elaboración de los cuadros, sino también el diseño y decoración de la sala entera, que se ha mantenido sin cambios importantes hasta la actualidad. Los doce plafones se inspiran en temas musicales y cada uno lo hace a su manera: la ópera y su público en El Liceo, El avantllotja y Sala de descanso; el teatro en el cuadro Teatro Novedades, escenario también de estrenos musicales y teatrales de la época; la música folclórica en Sardanas en la fuente de San Roque en Olot y Las Caramelles; la música religiosa en Coro de monjas; el ballet en Cuerpo de baile; la música popular en Café-concierto y Le Moulin de la Galette; y finalmente, al automóvil, se puede ver de lejos la orquesta de música tocando en el pabellón que montó el Círculo del Liceo en la Exposición Universal de 1888.

## Galería de imágenes

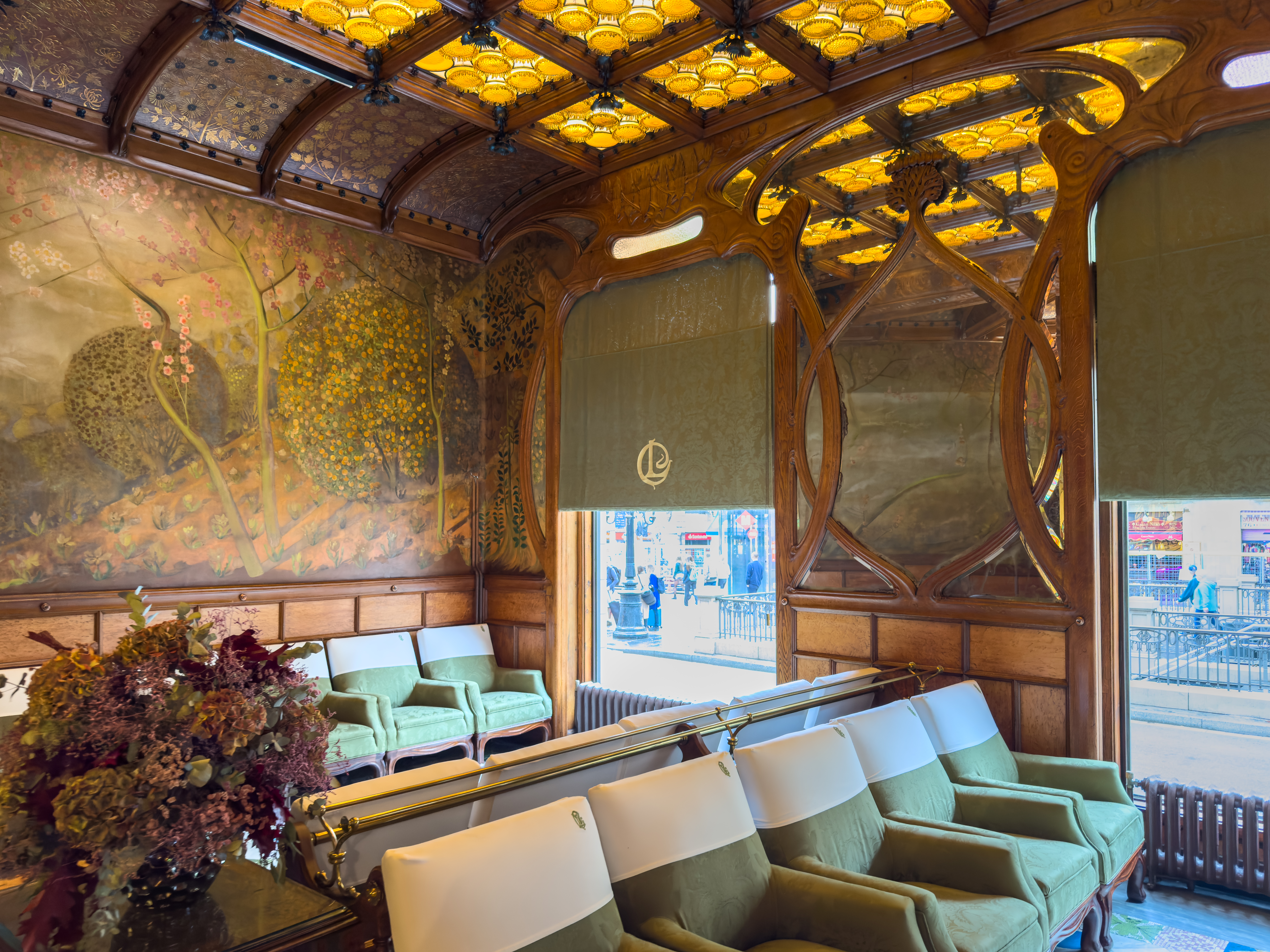
La Peixera
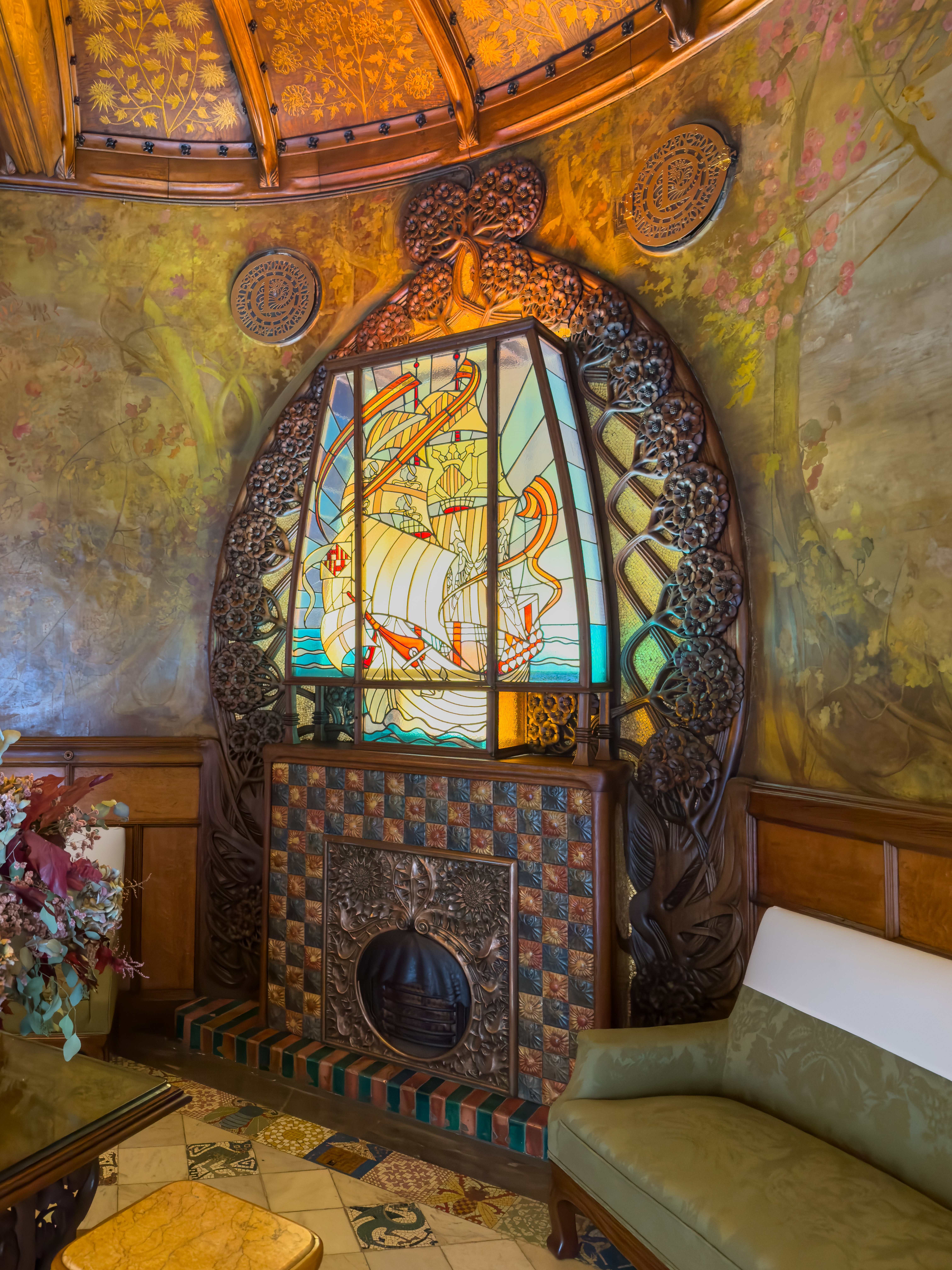
La Peixera
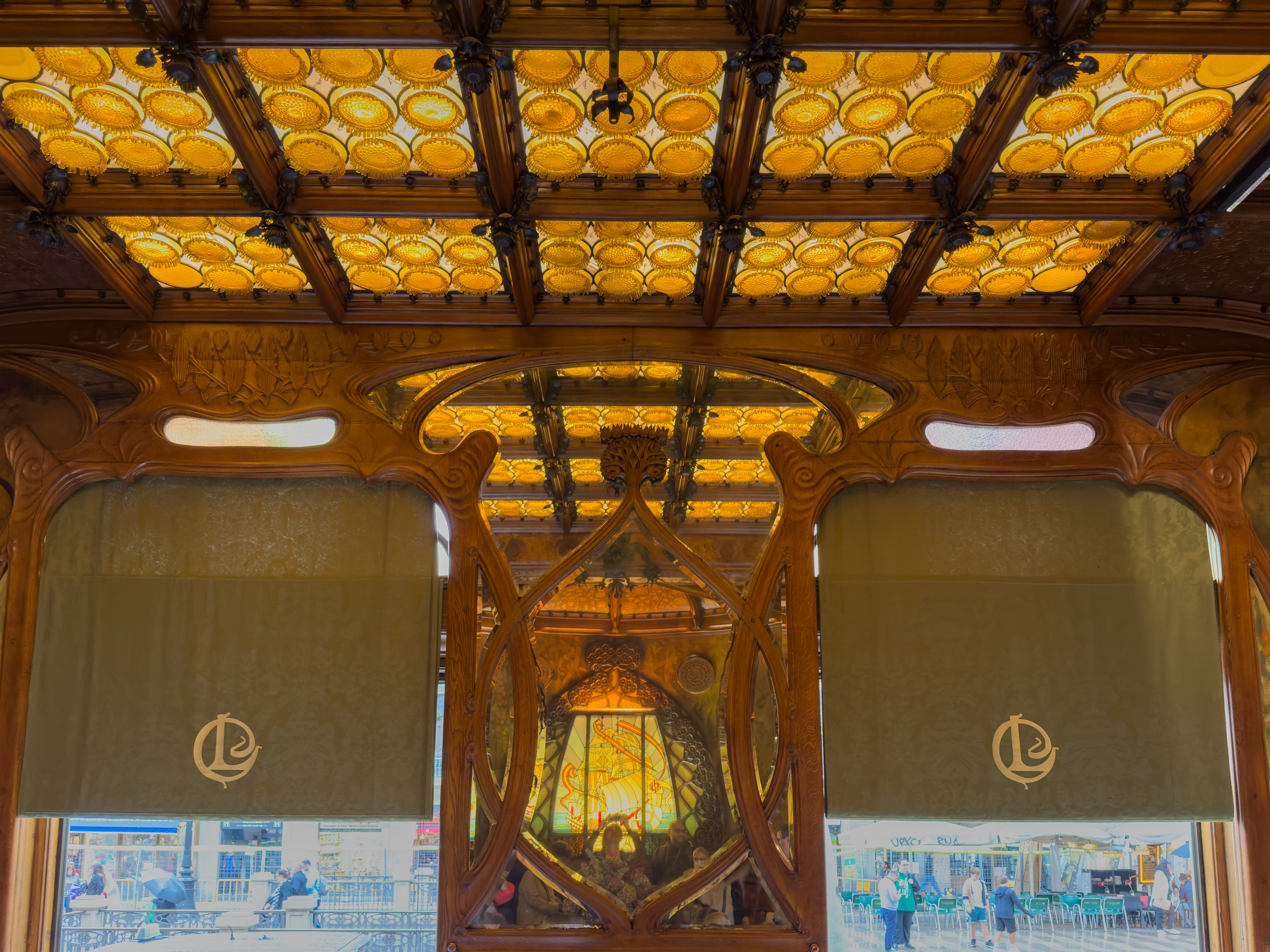
La Peixera
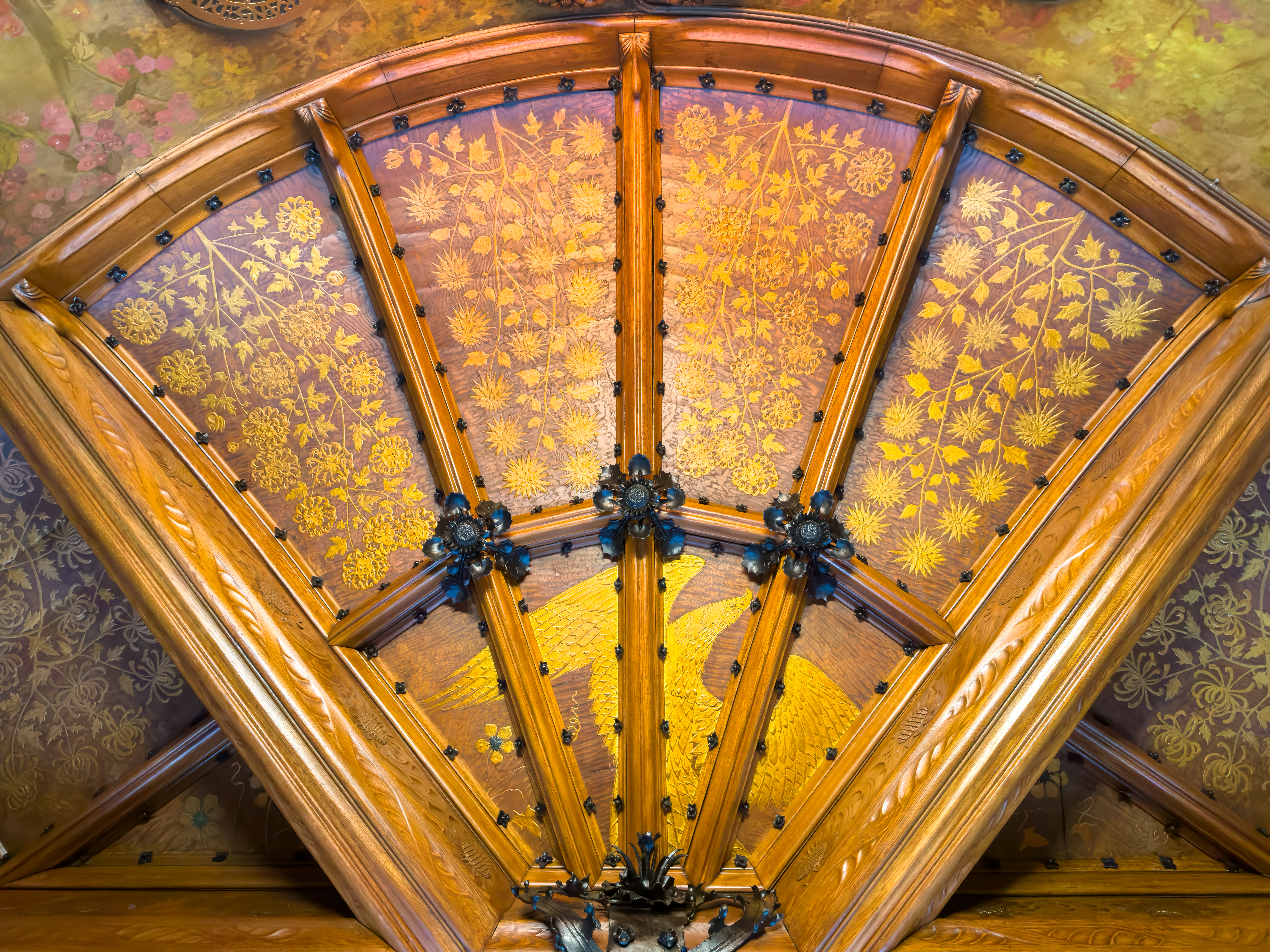
La Peixera
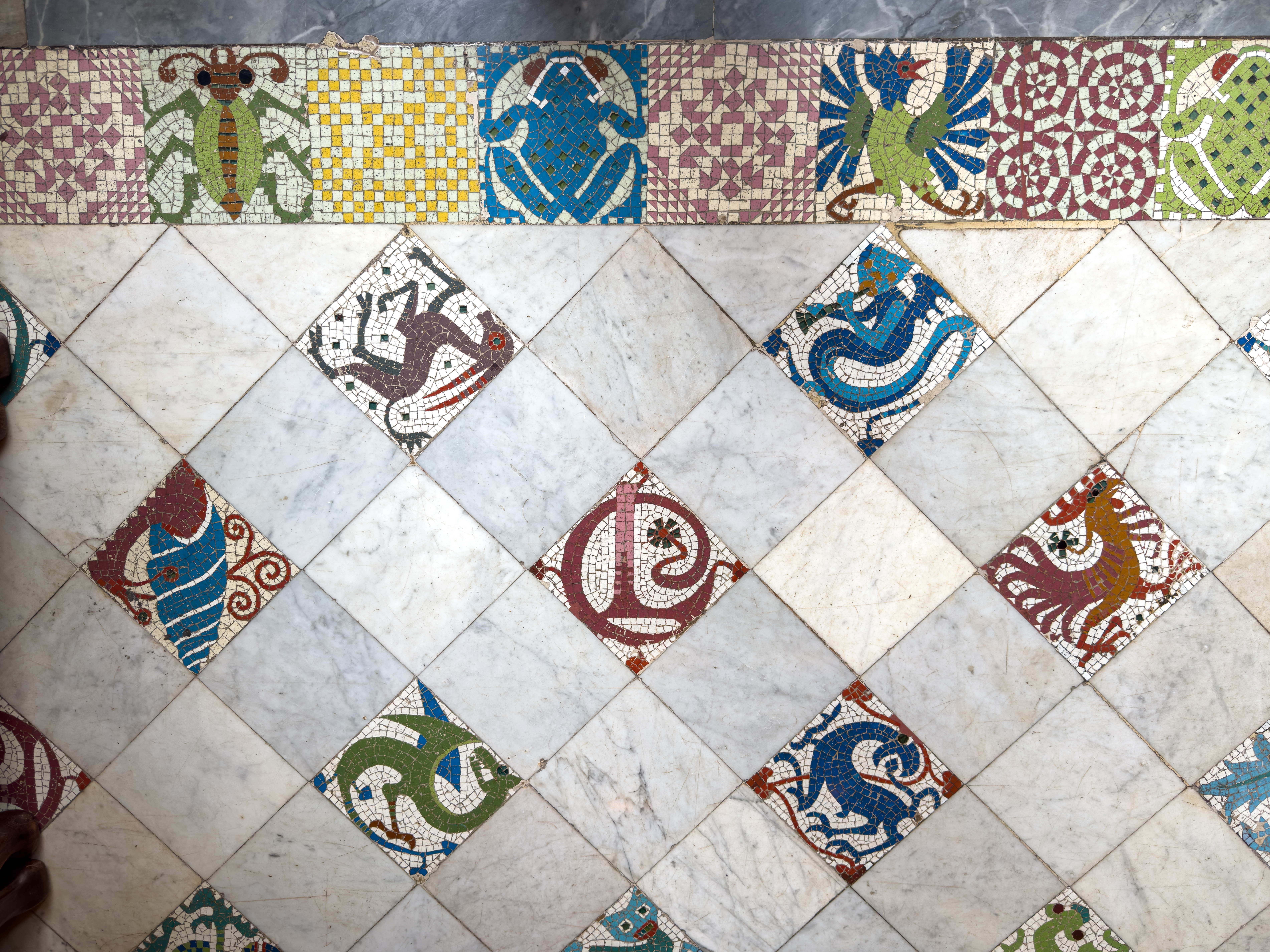
La Peixera
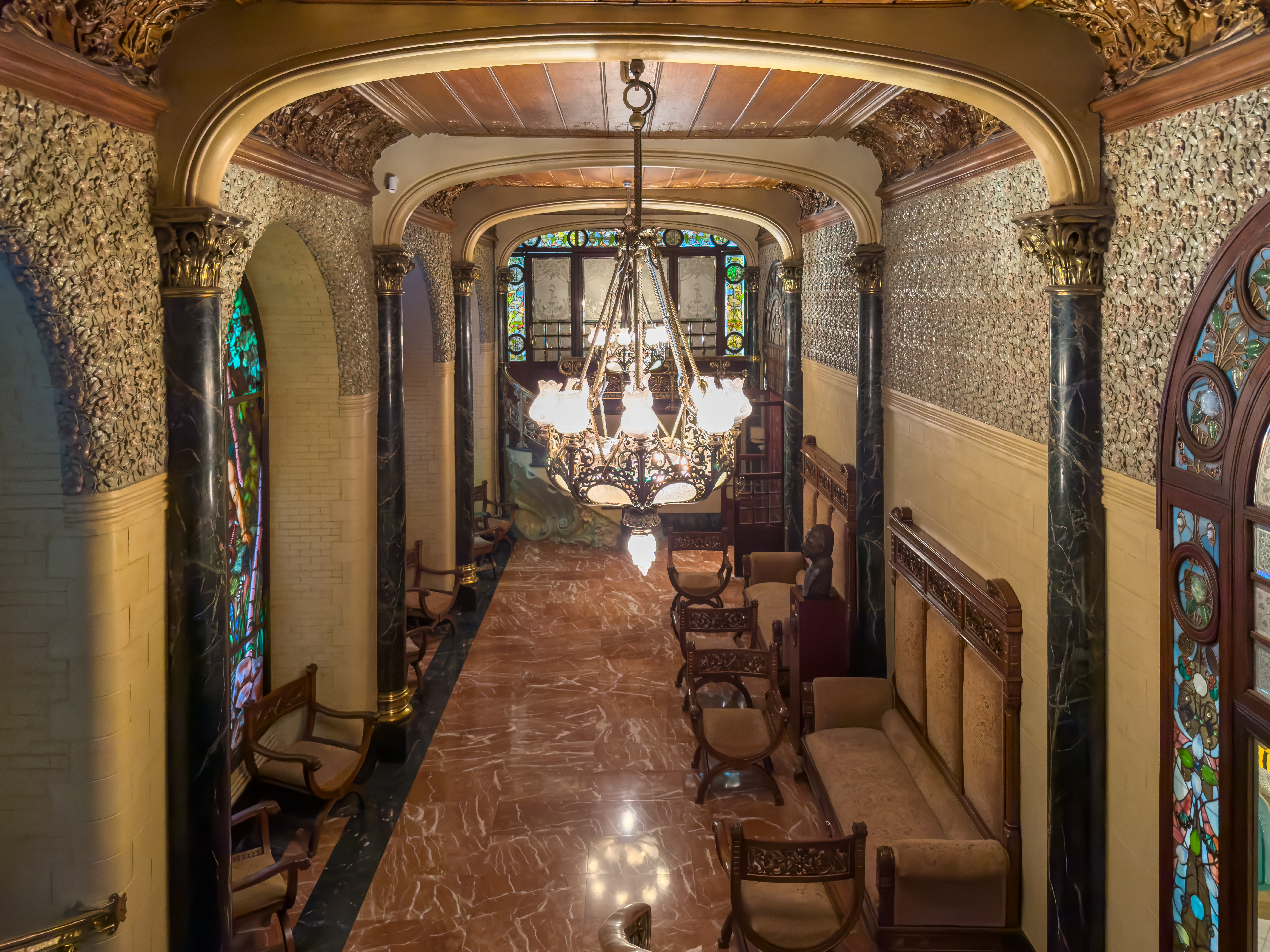
Rebedor
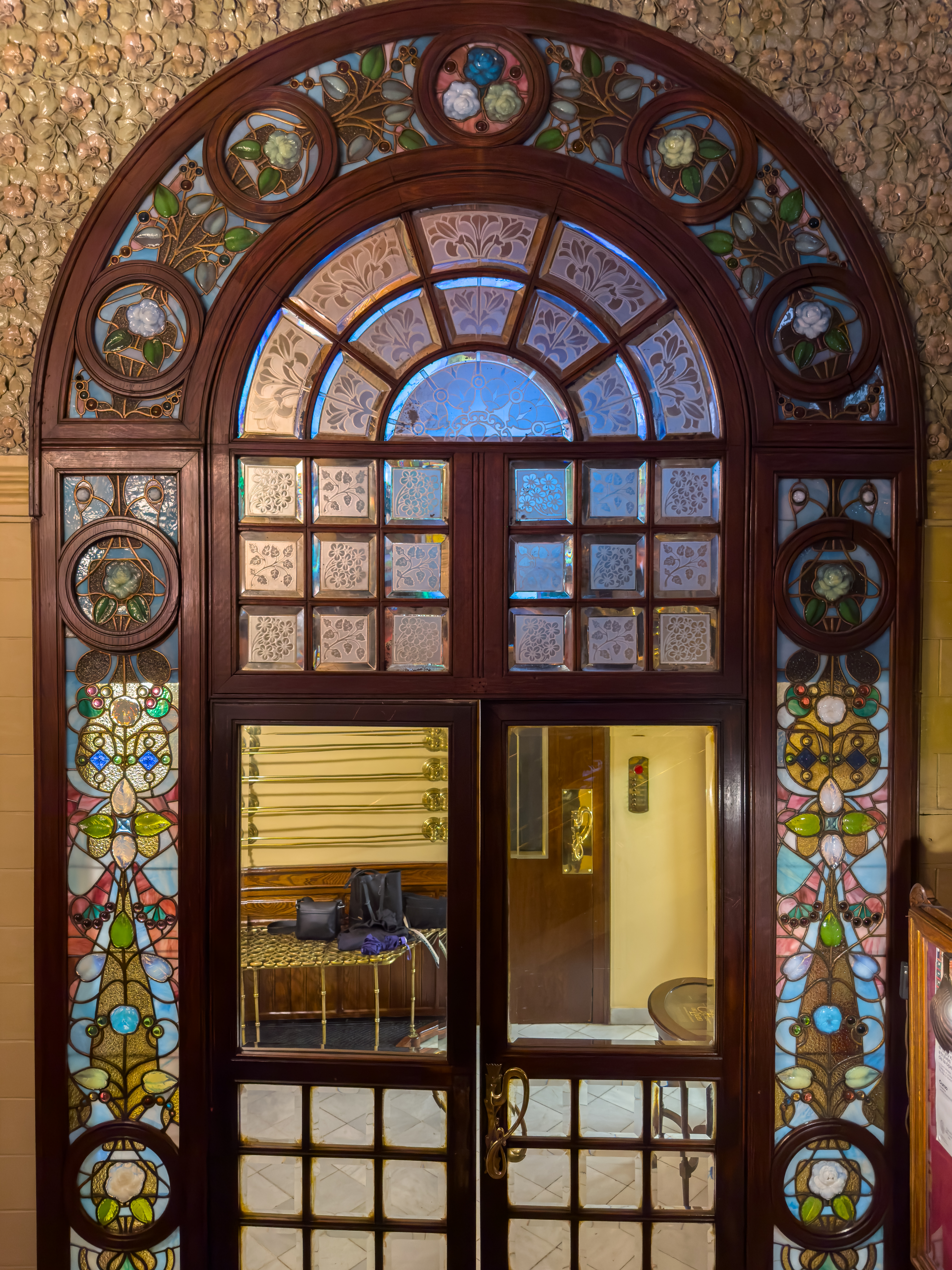
Rebedor
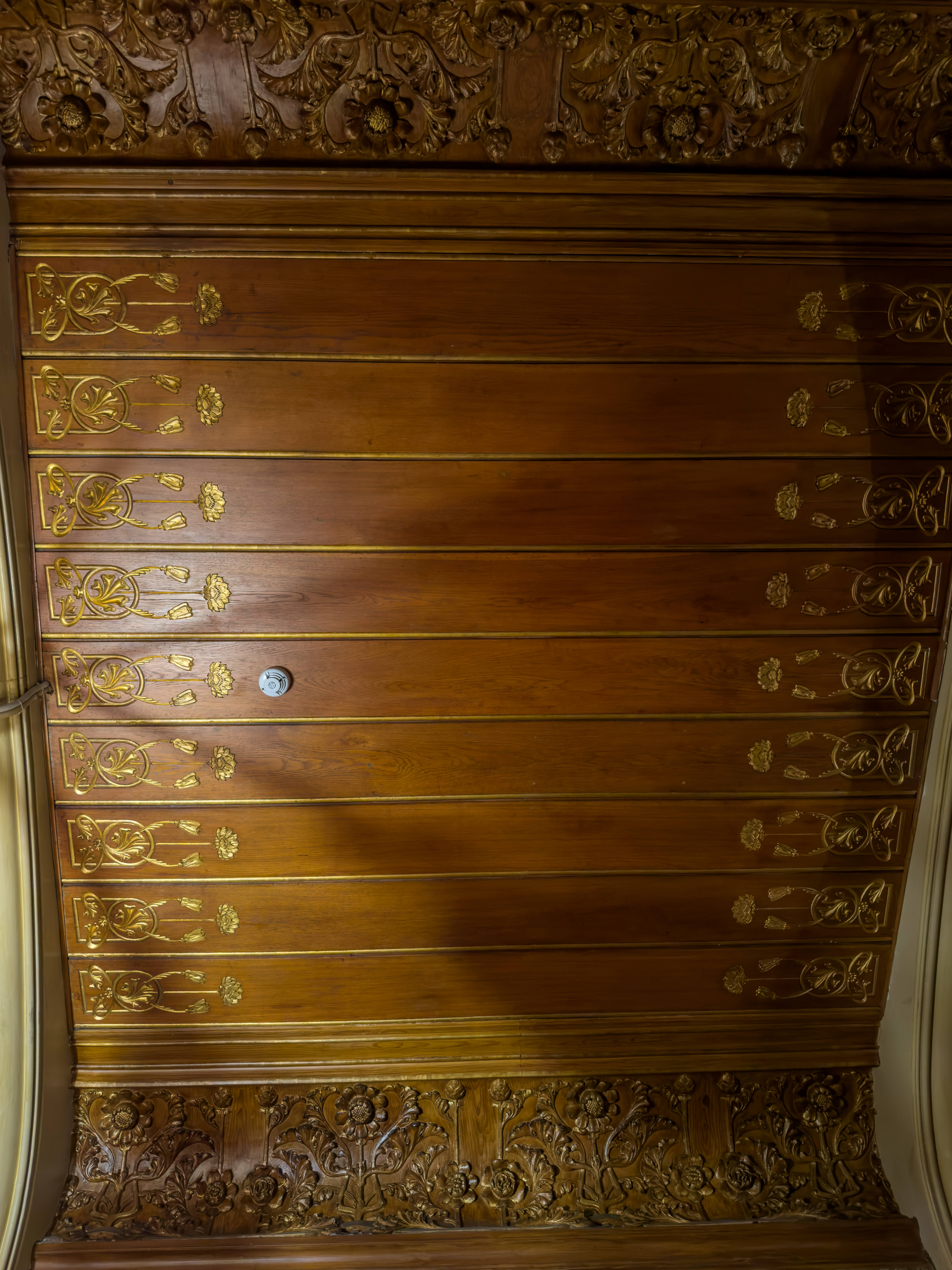
Rebedor
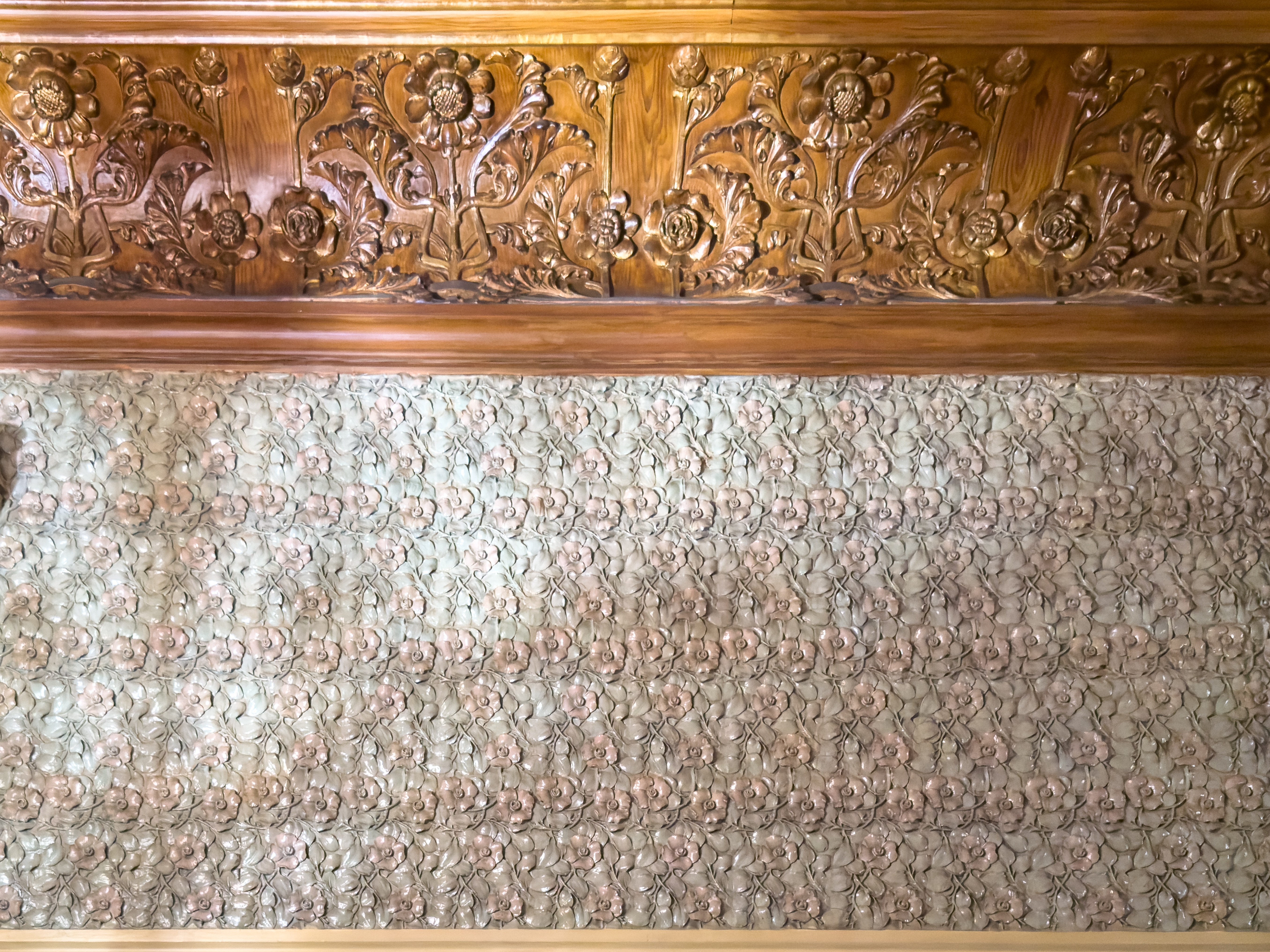
Rebedor
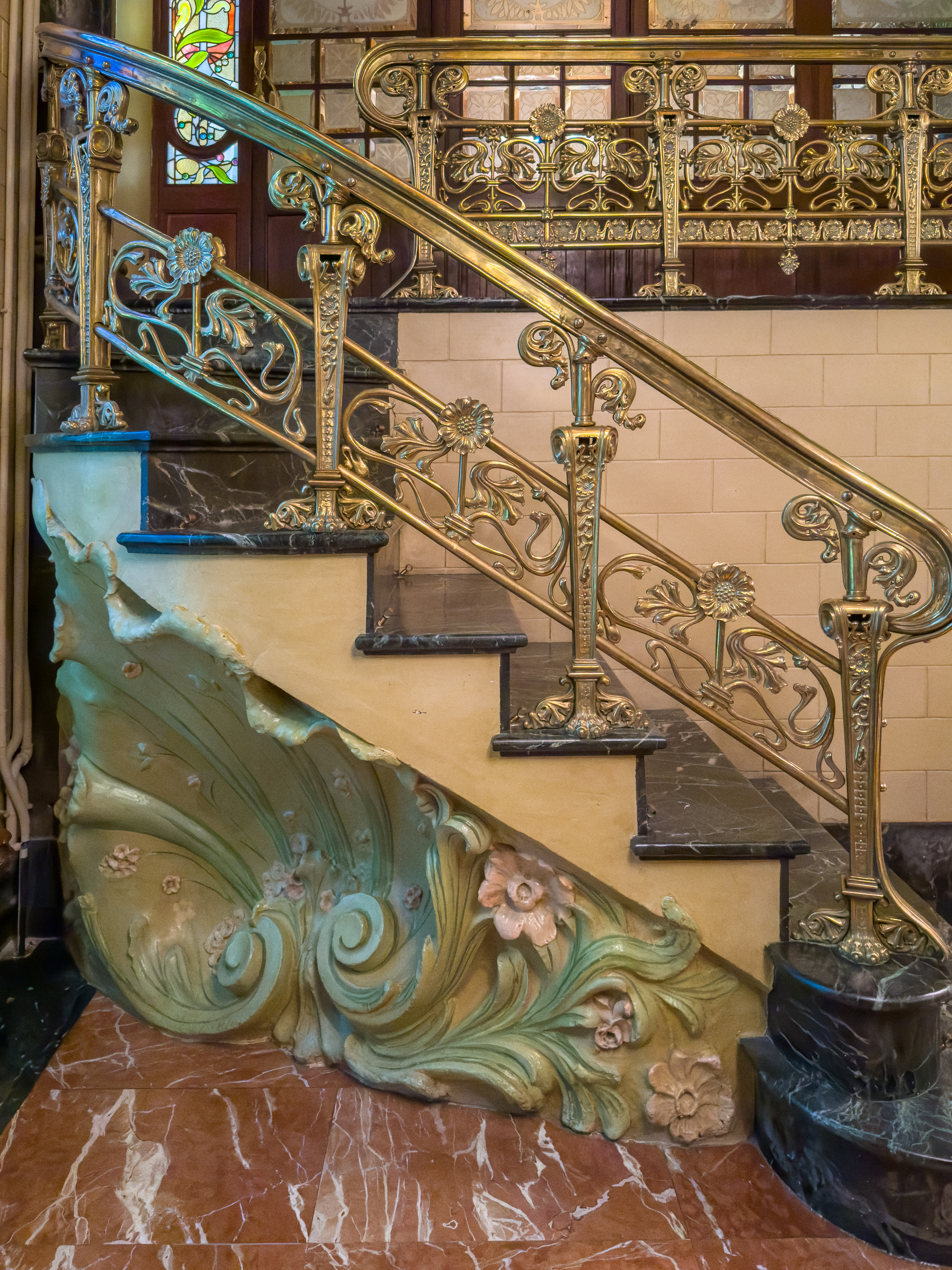
Rebedor
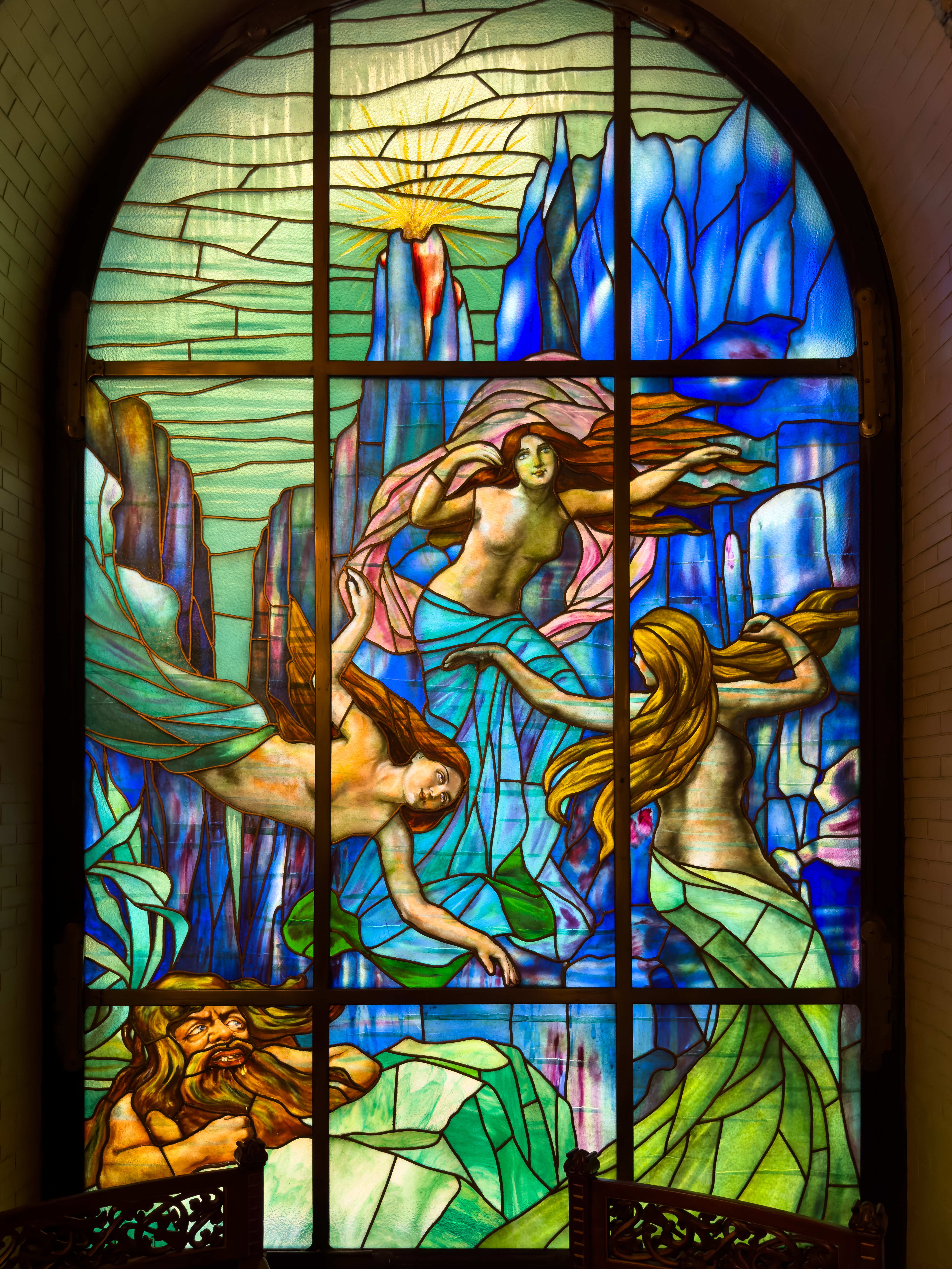
Rebedor
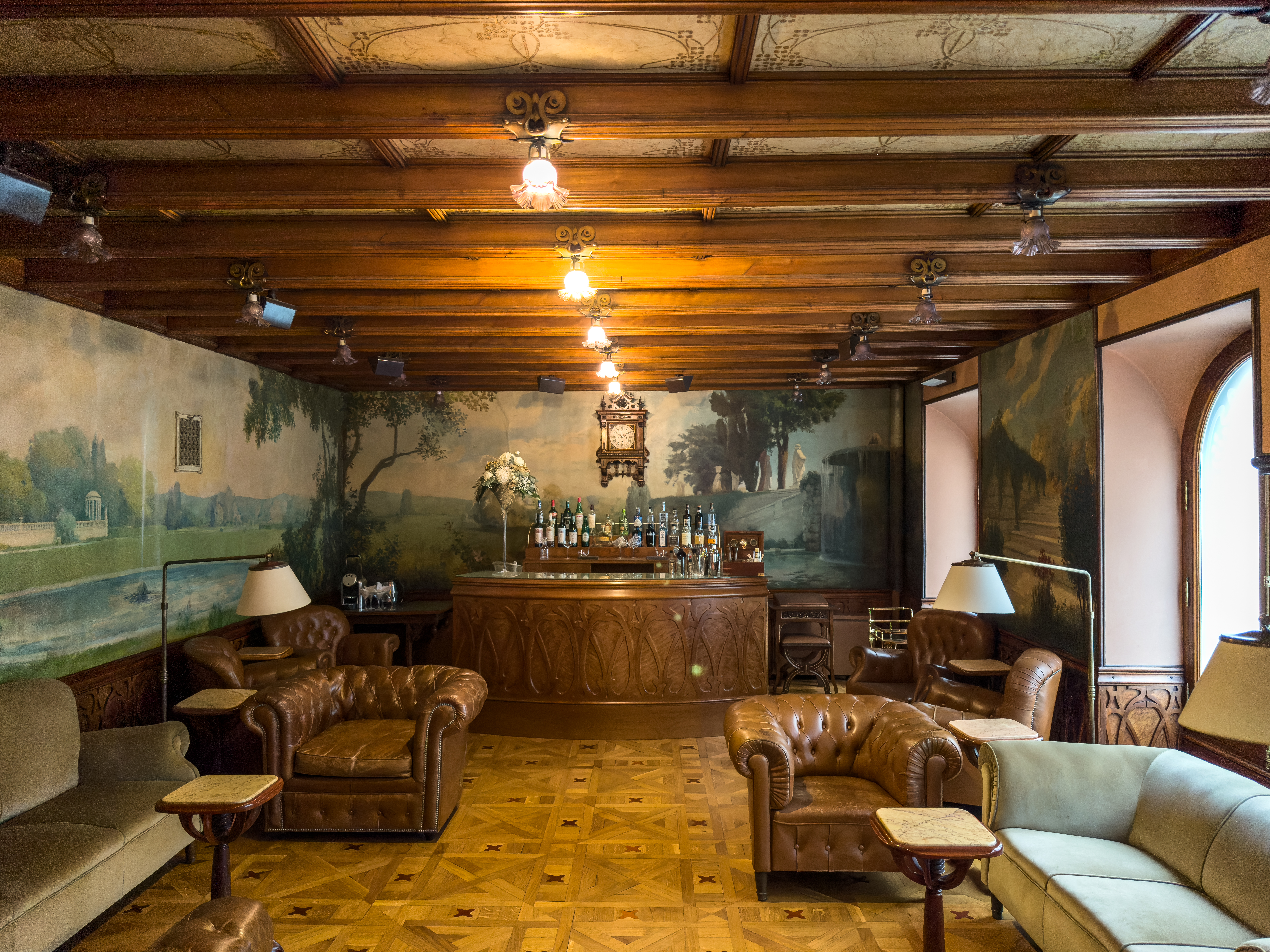
Cockteleria
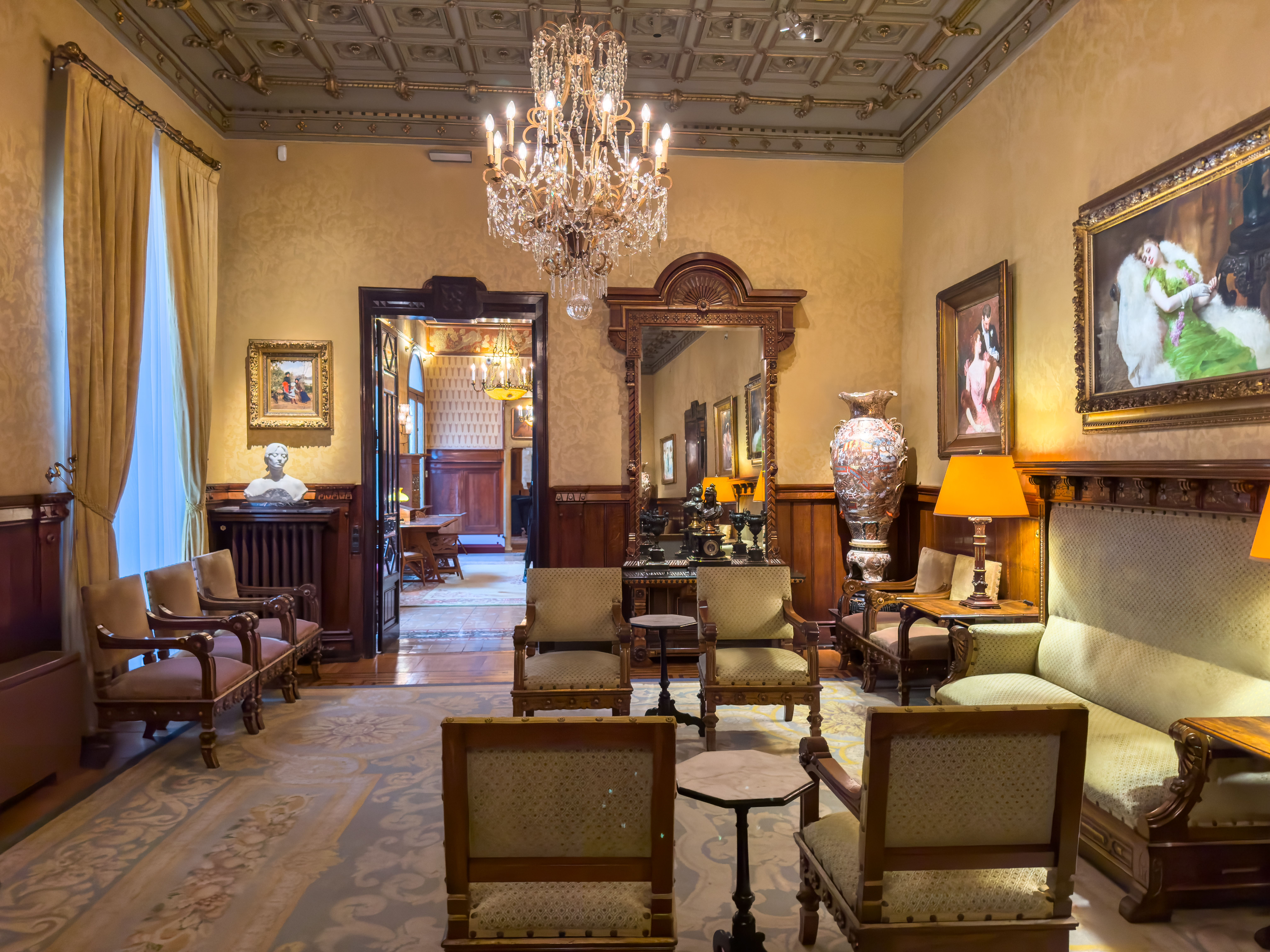
Gran Salo Planta Noble
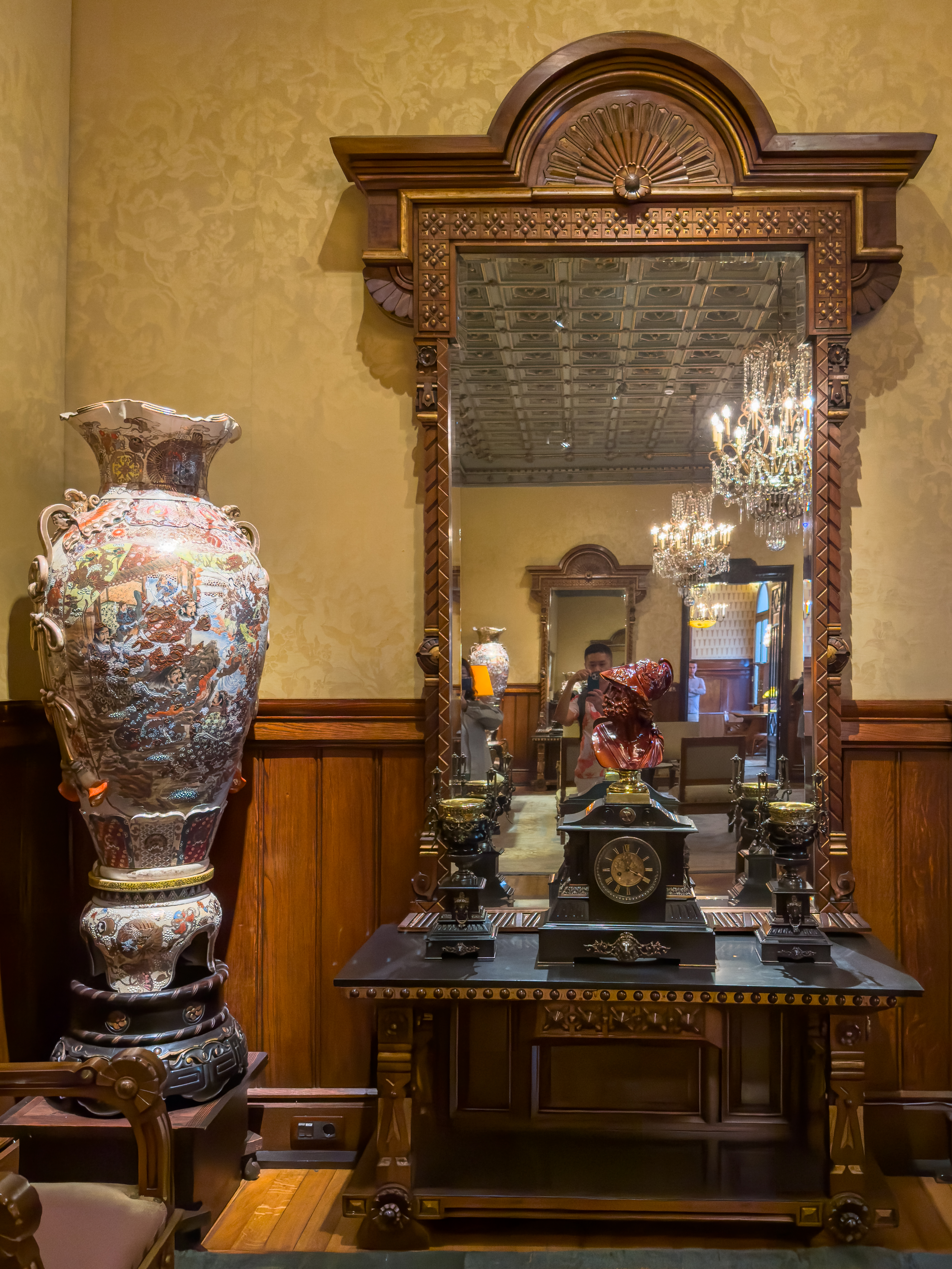
Gran Salo Planta Noble
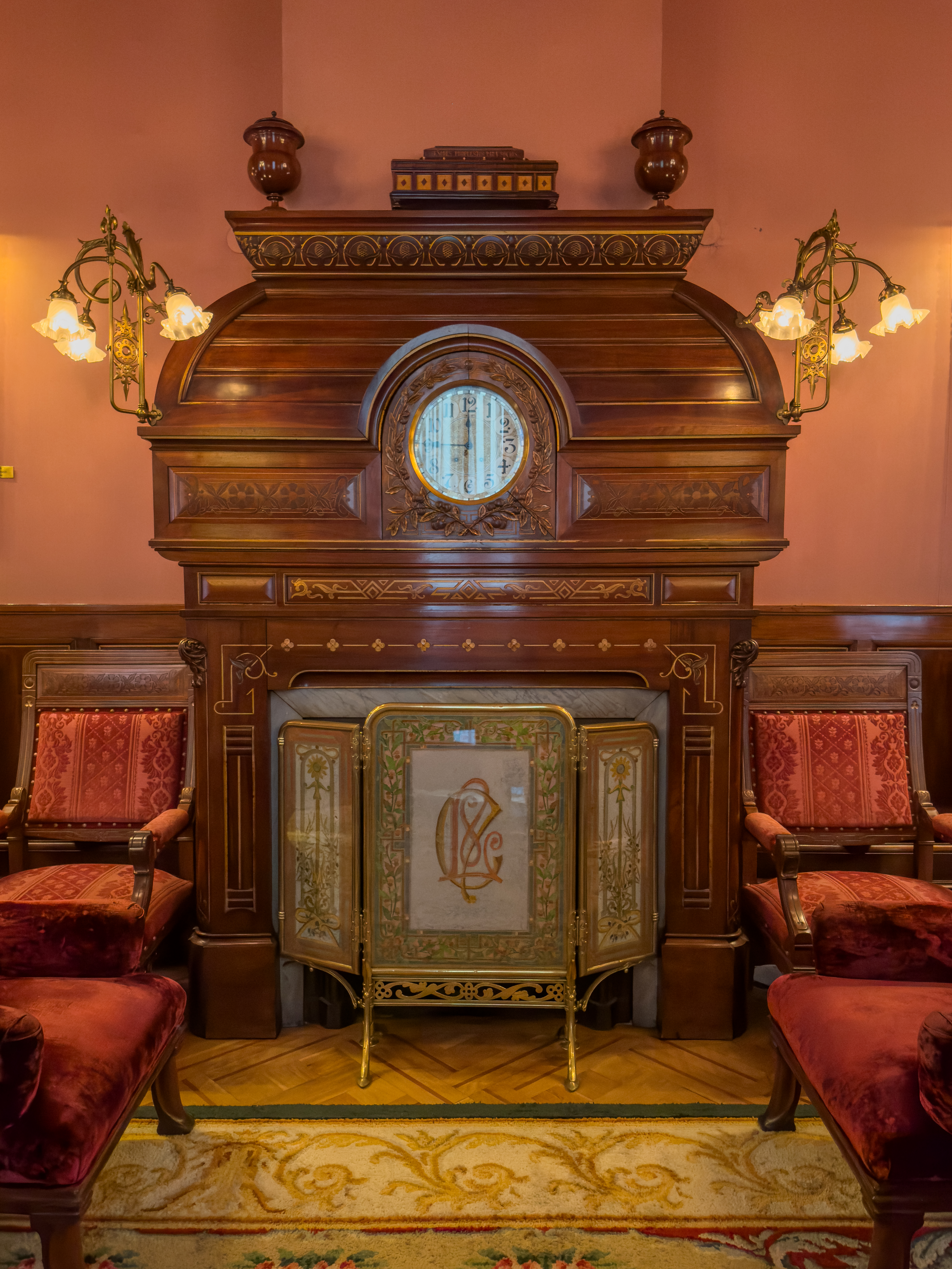
Saló Ximenea
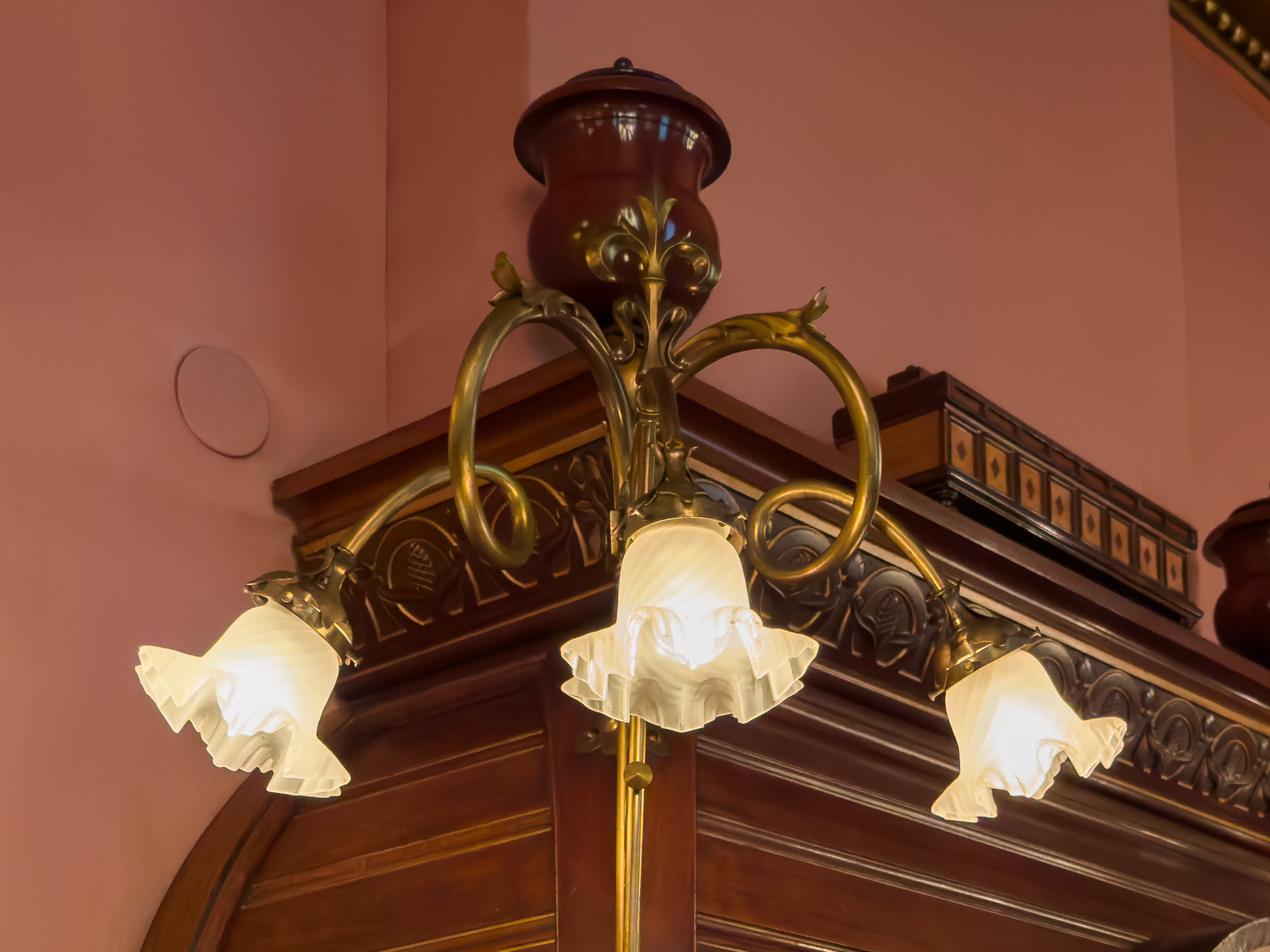
Saló Ximenea
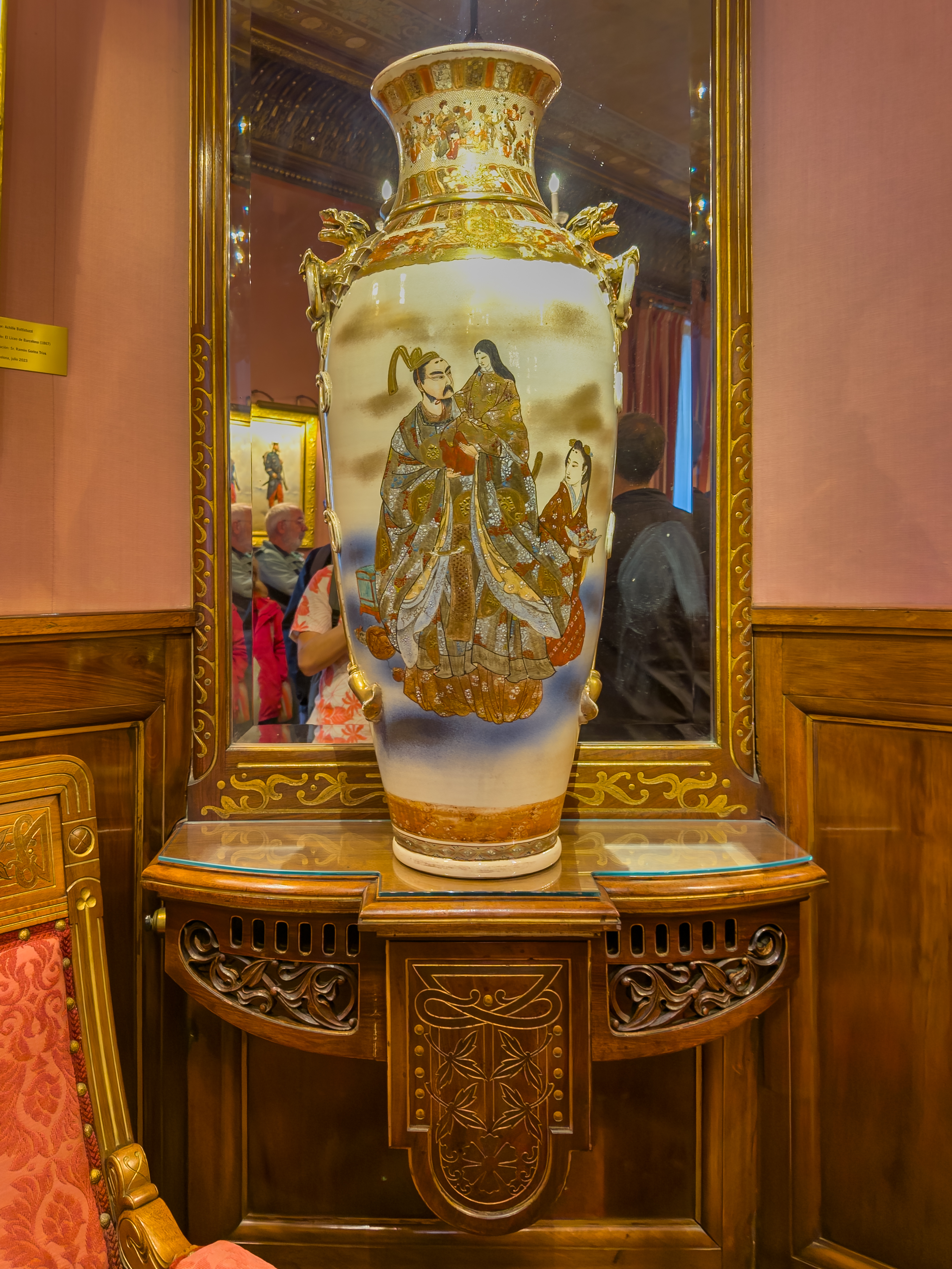
Saló Ximenea
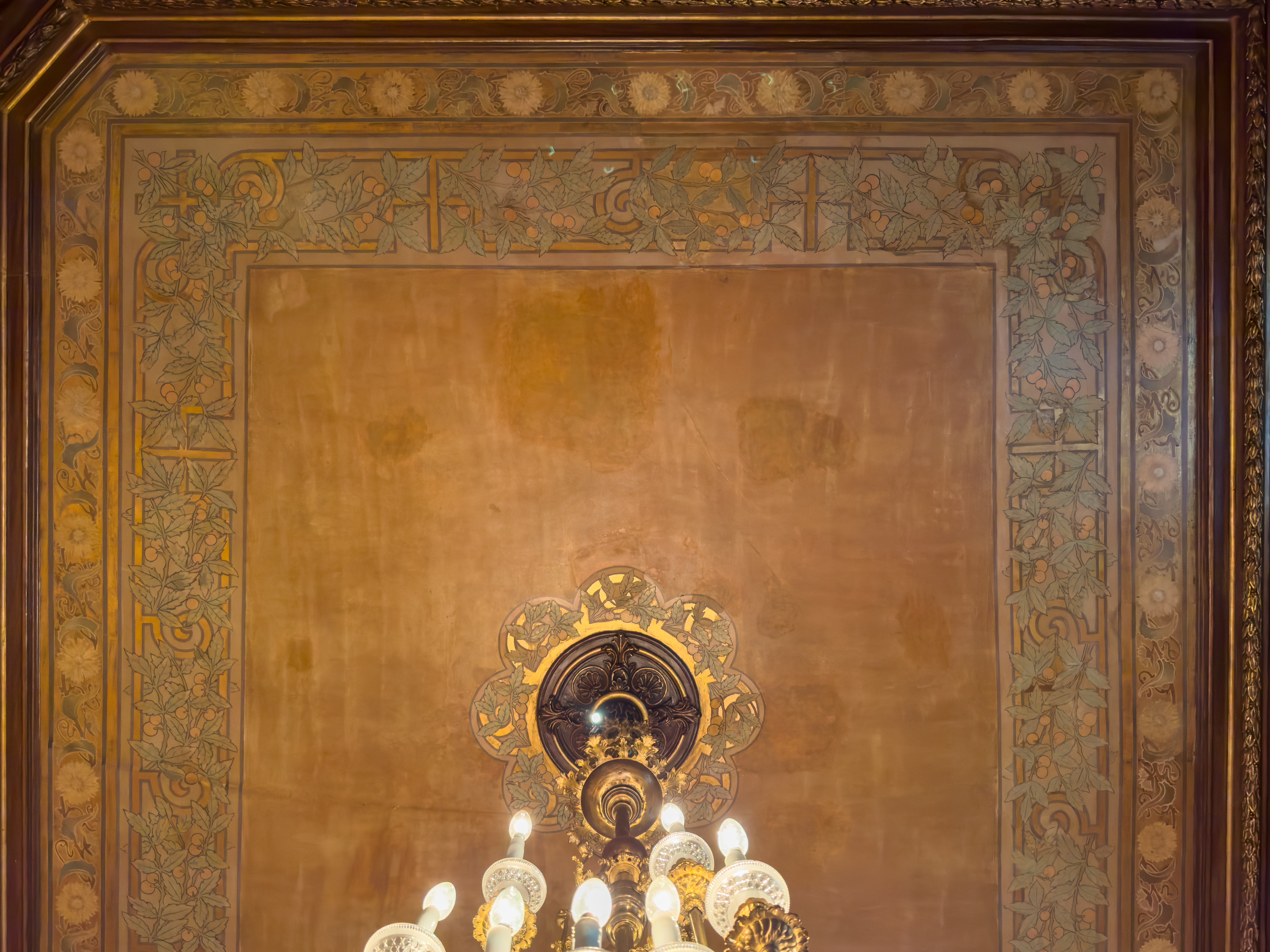
Saló Ximenea
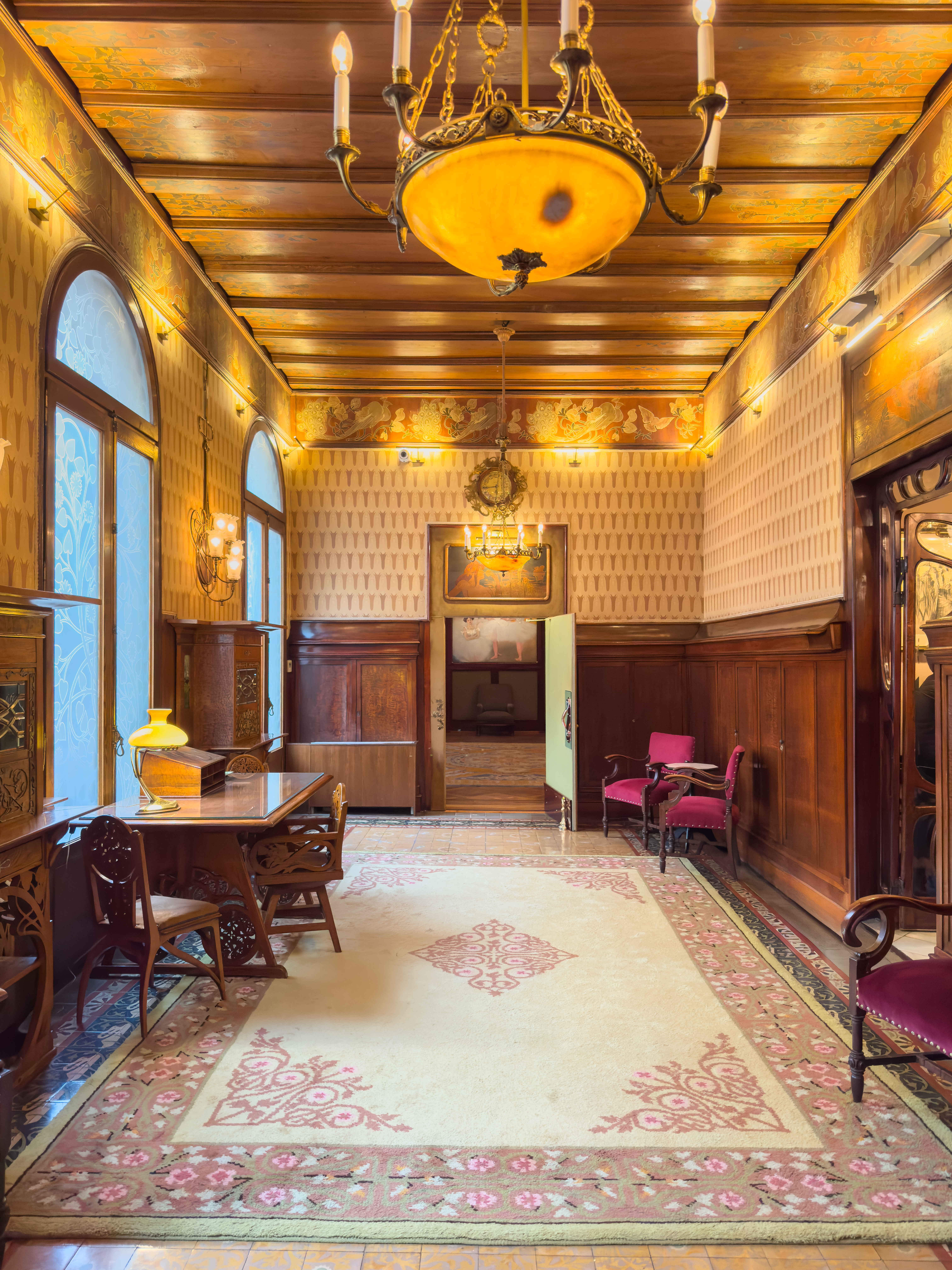
Sala Alexandre de Riquer
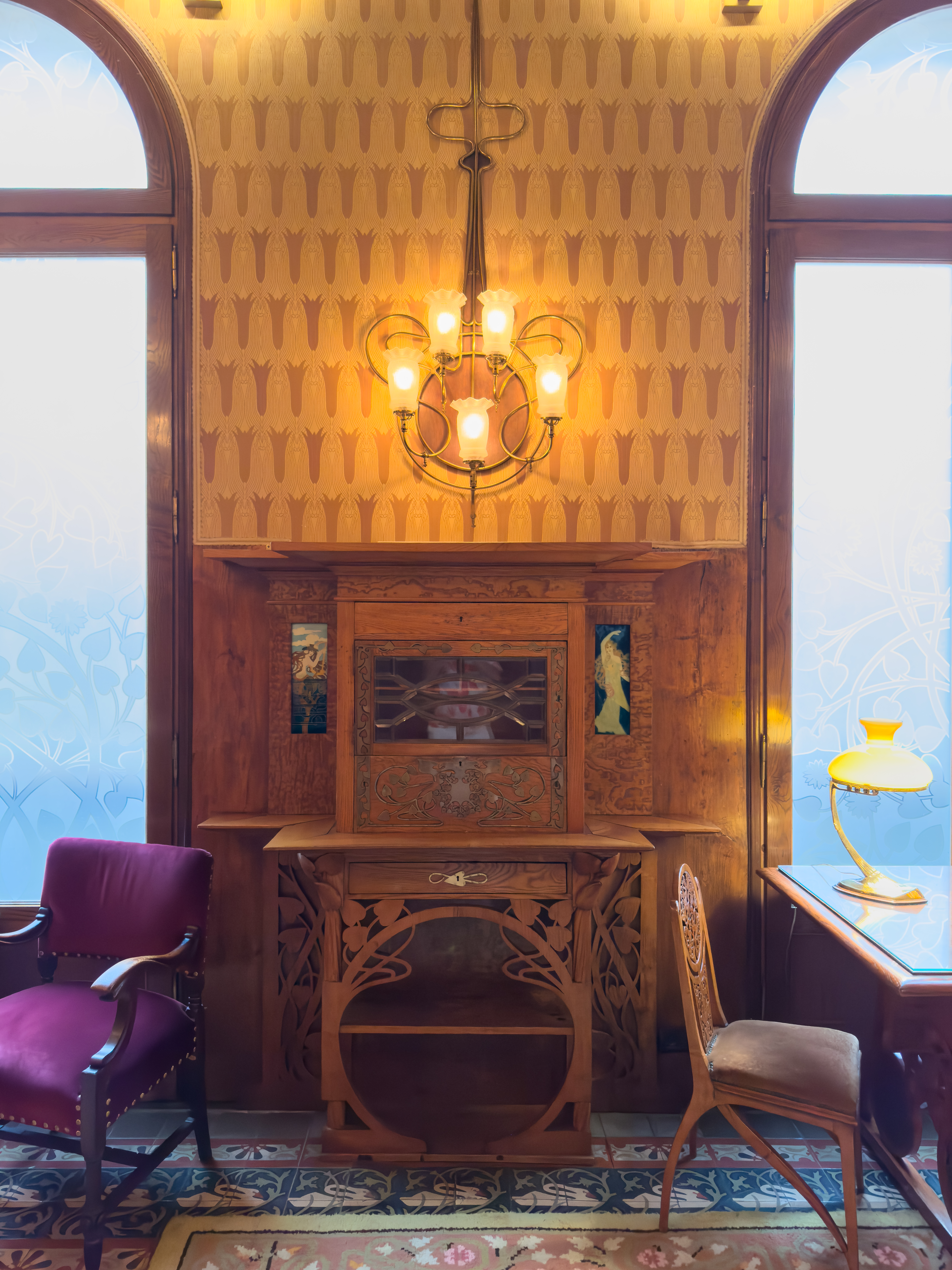
Sala Alexandre de Riquer
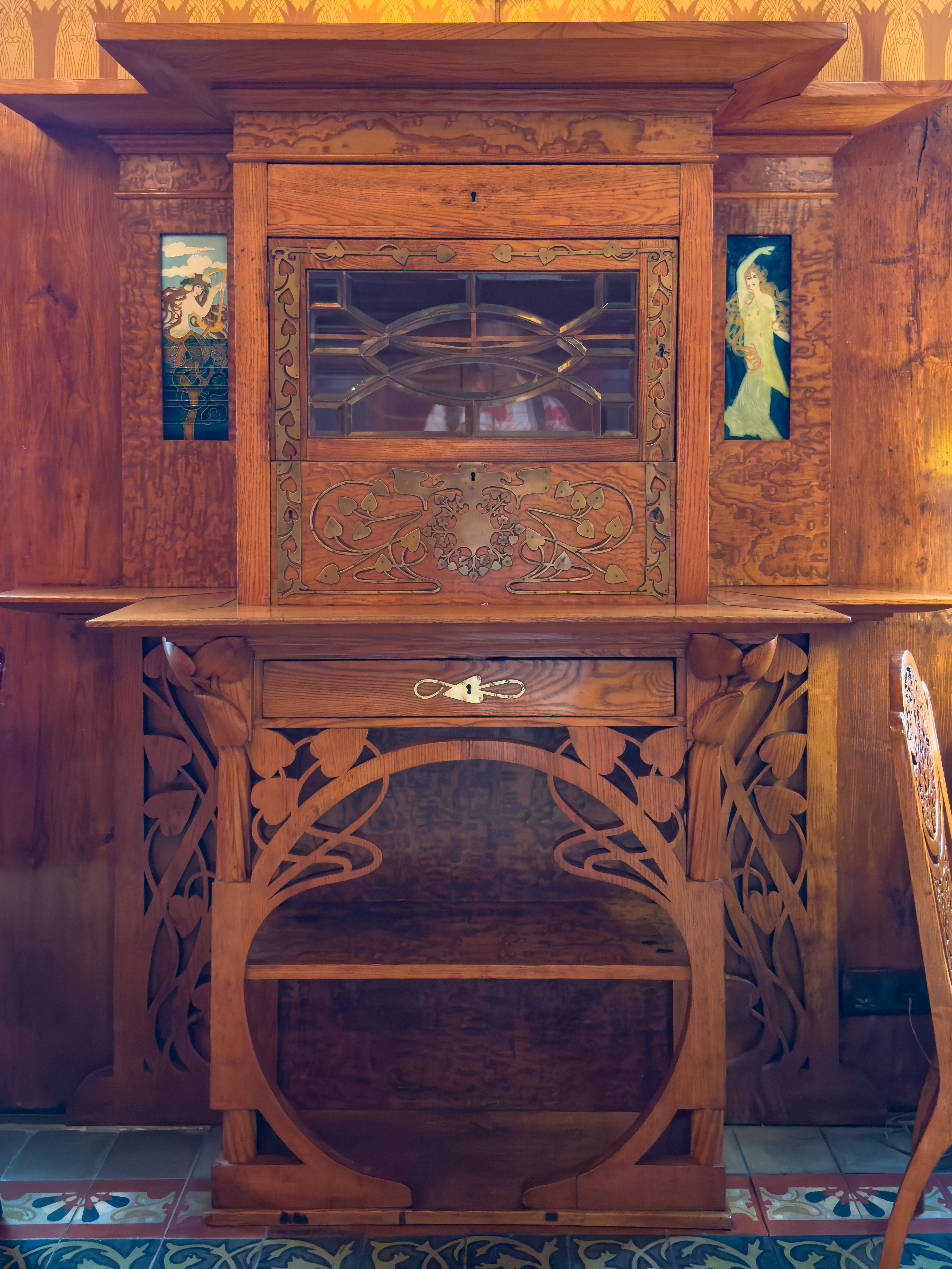
Sala Alexandre de Riquer
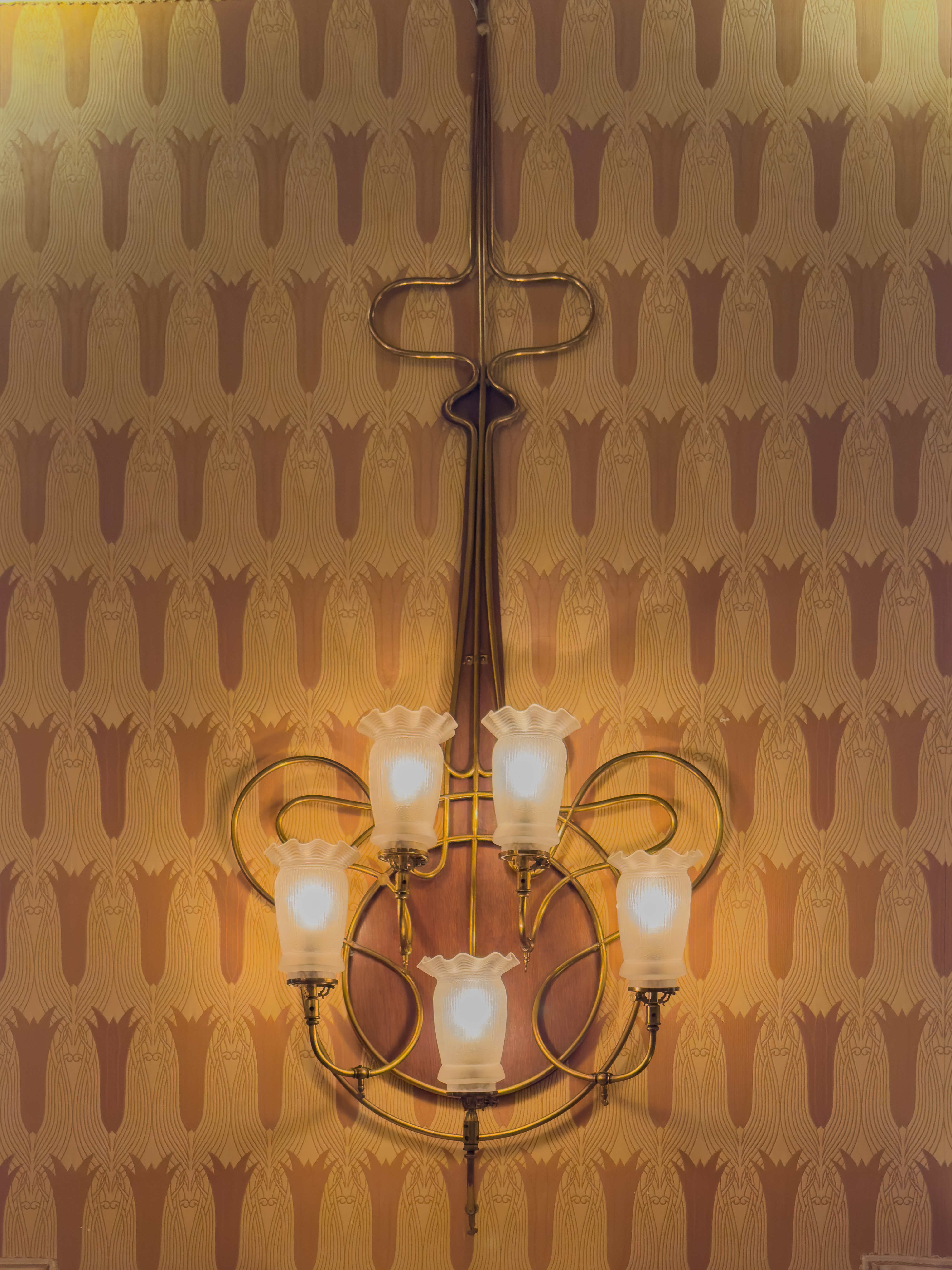
Sala Alexandre de Riquer
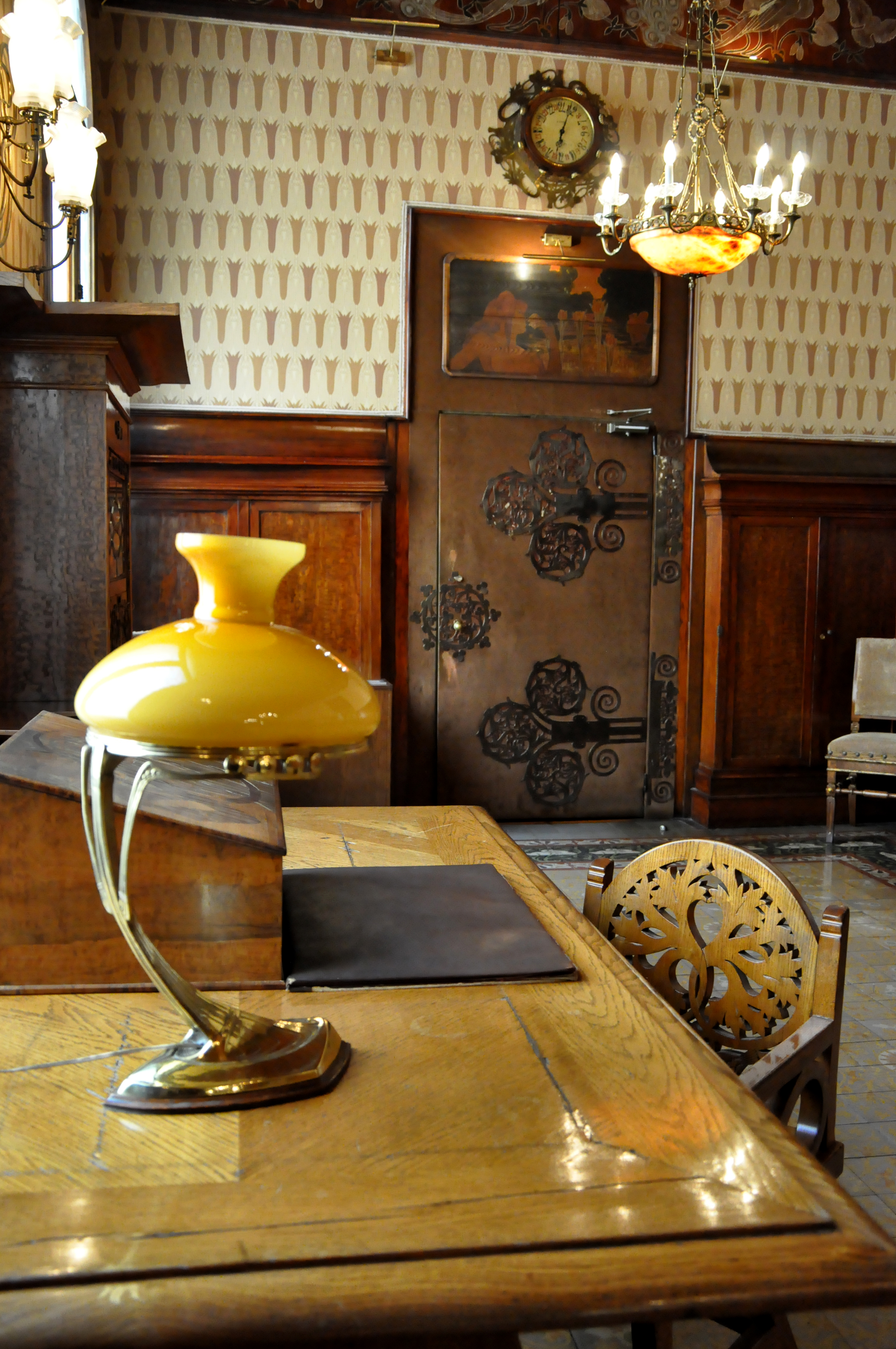
Sala Alexandre de Riquer
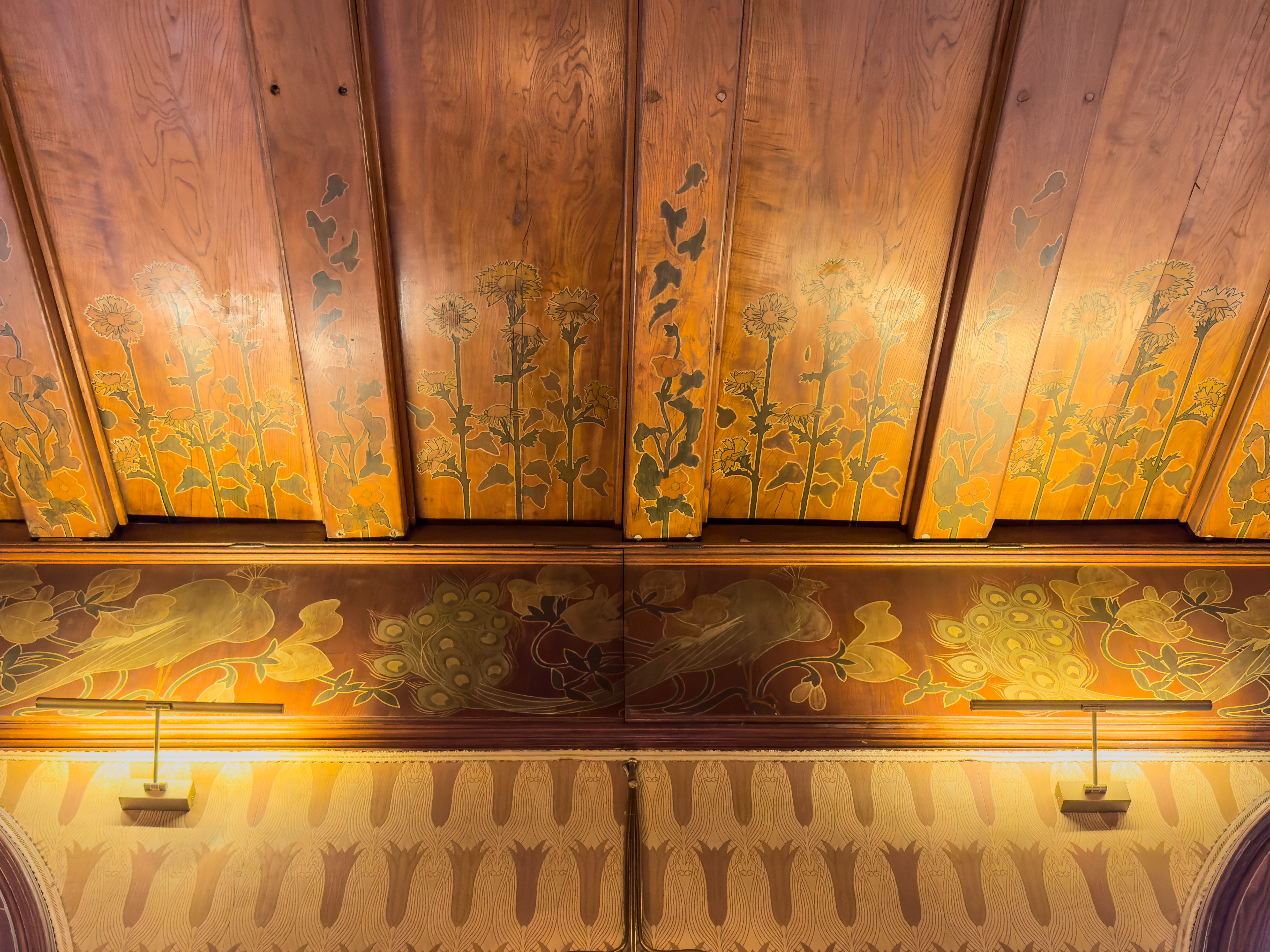
Sala Alexandre de Riquer
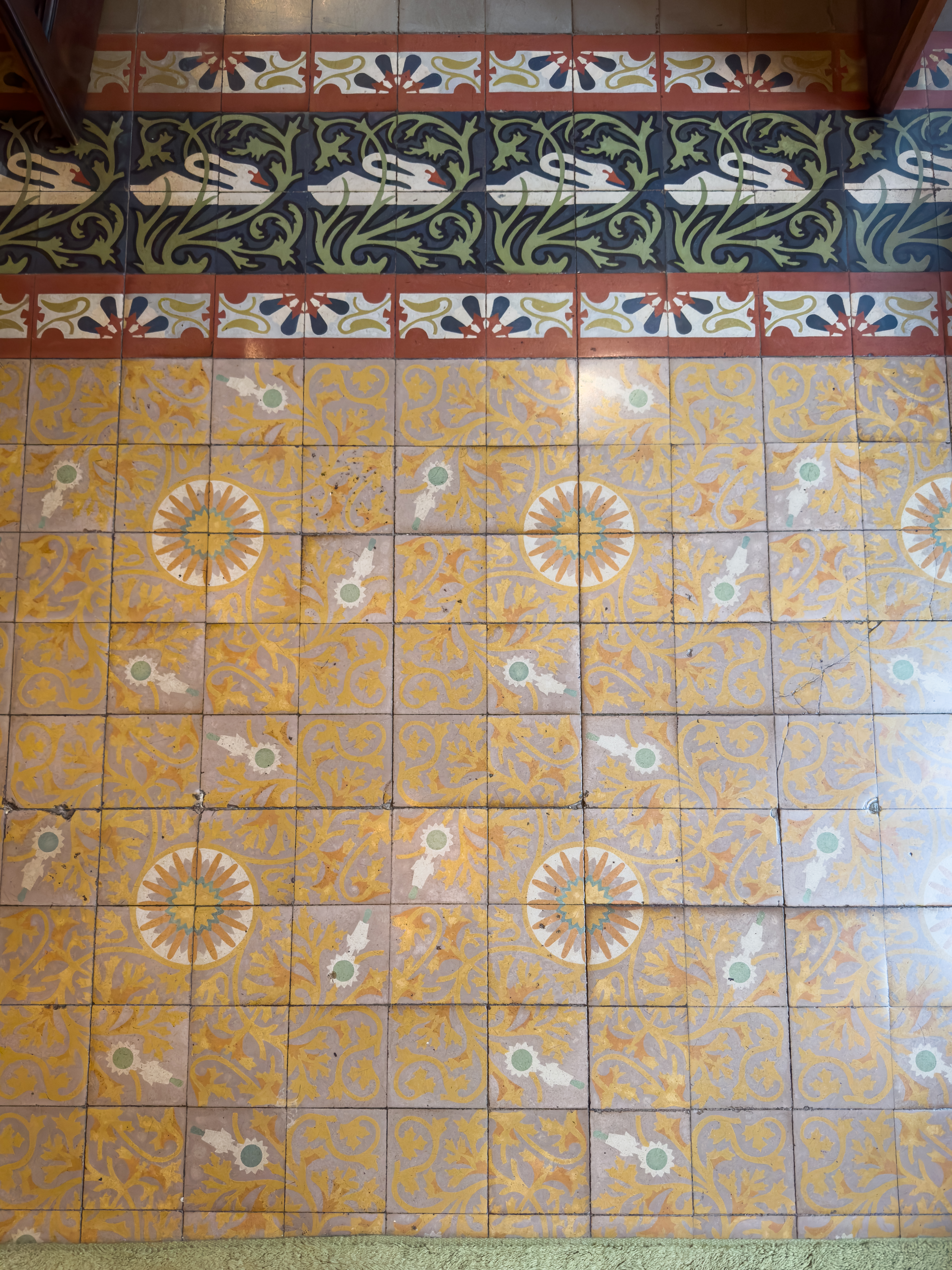
Sala Alexandre de Riquer
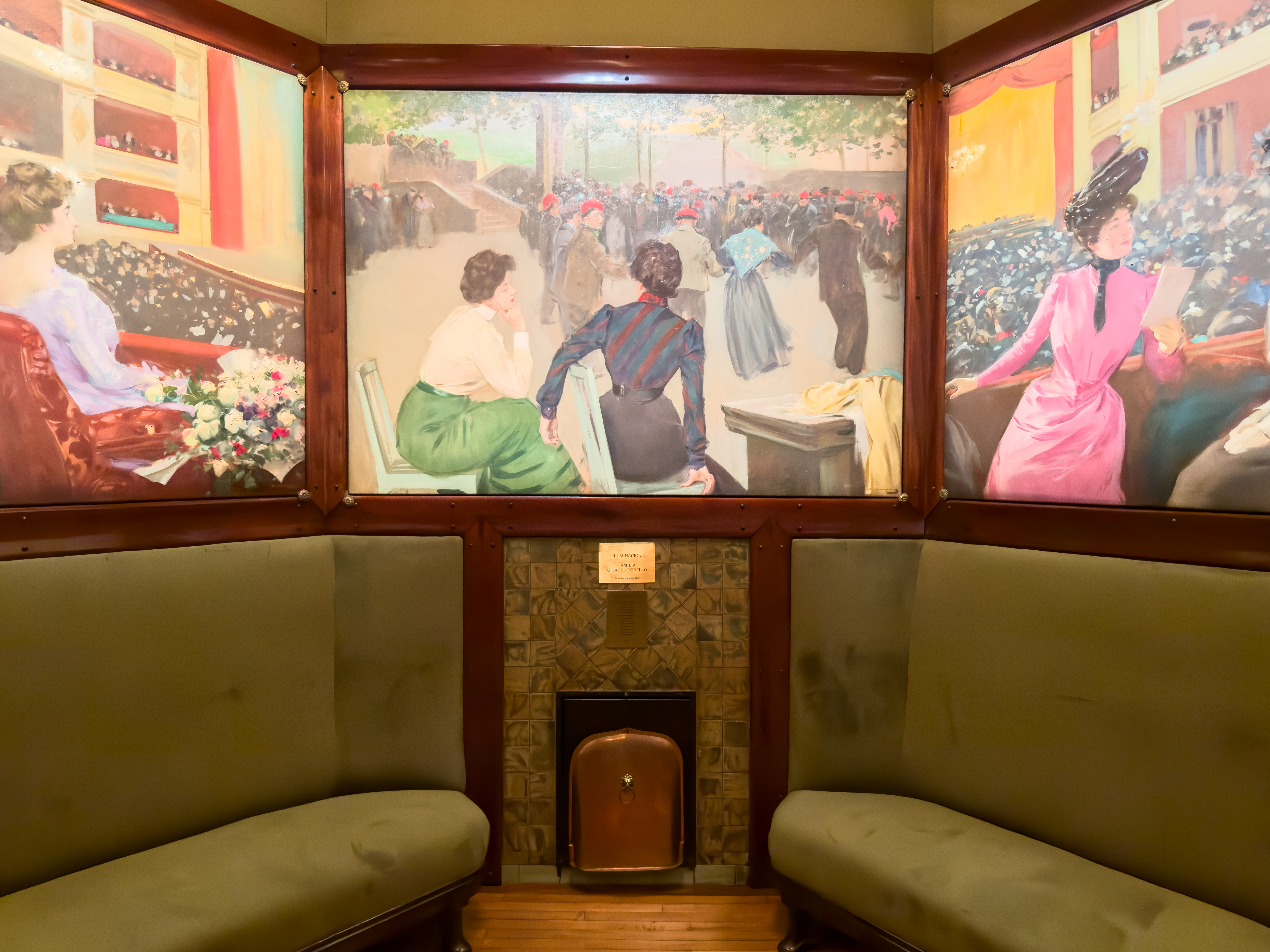
La Rotonda
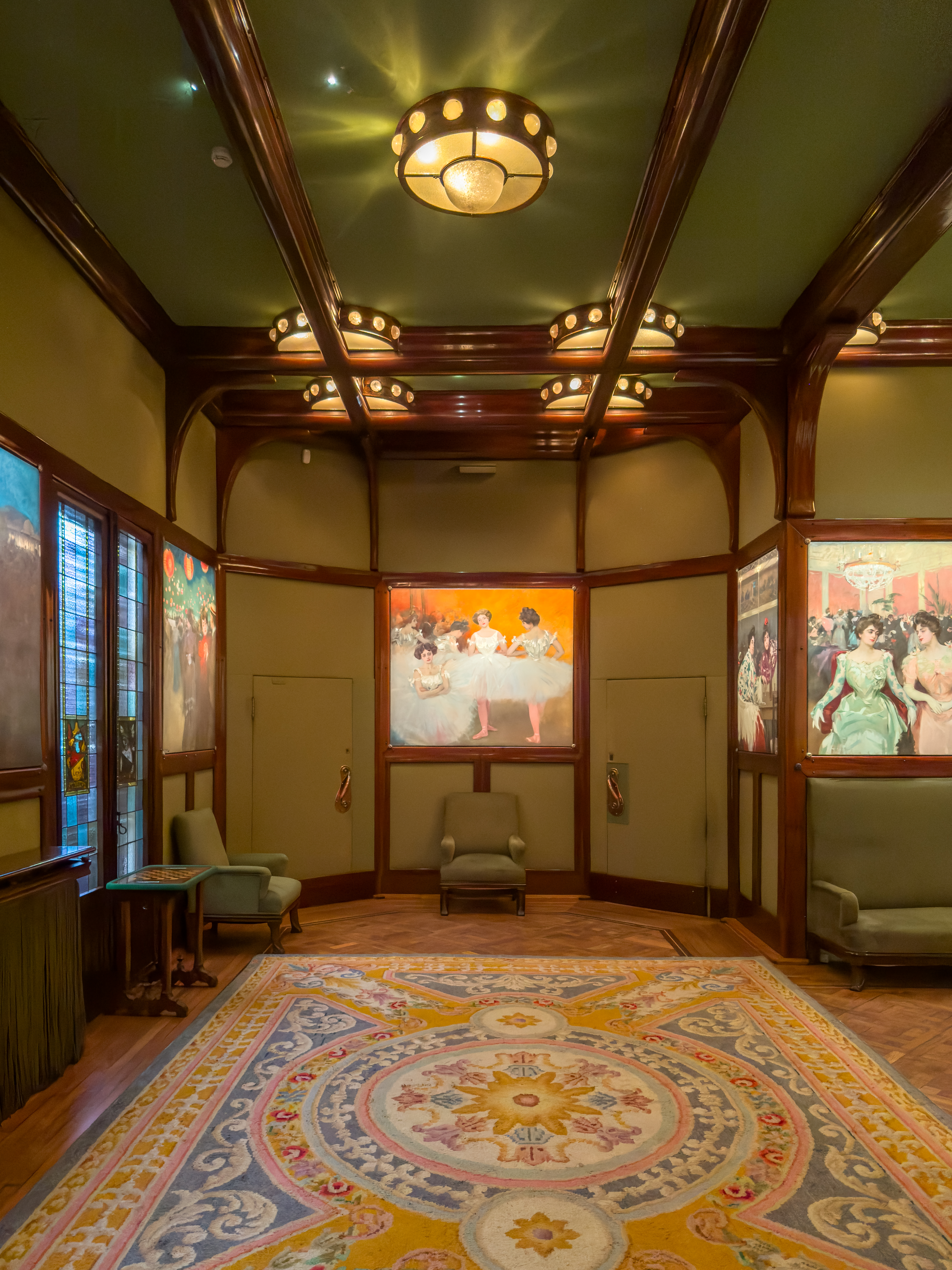
La Rotonda
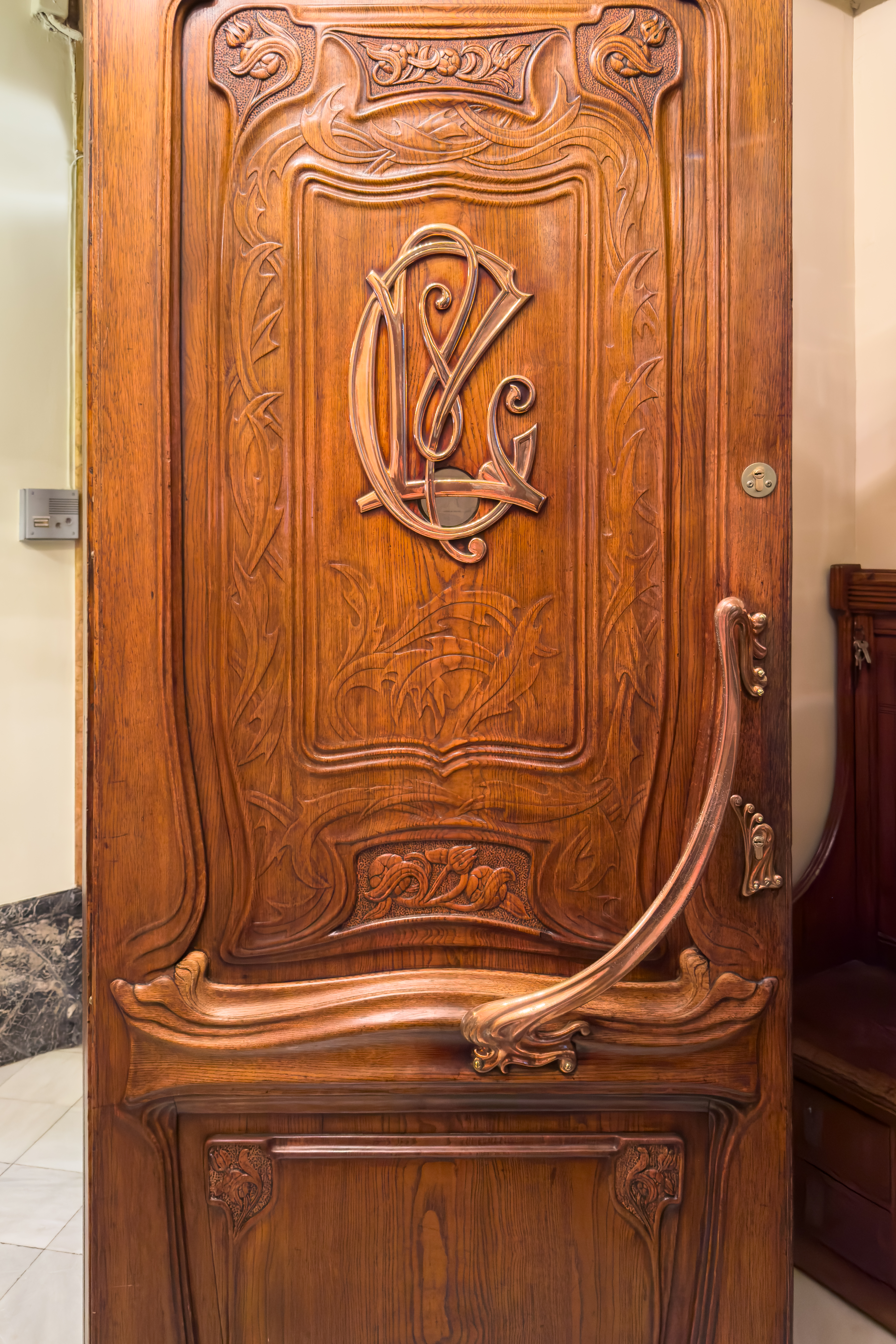
Pasillos
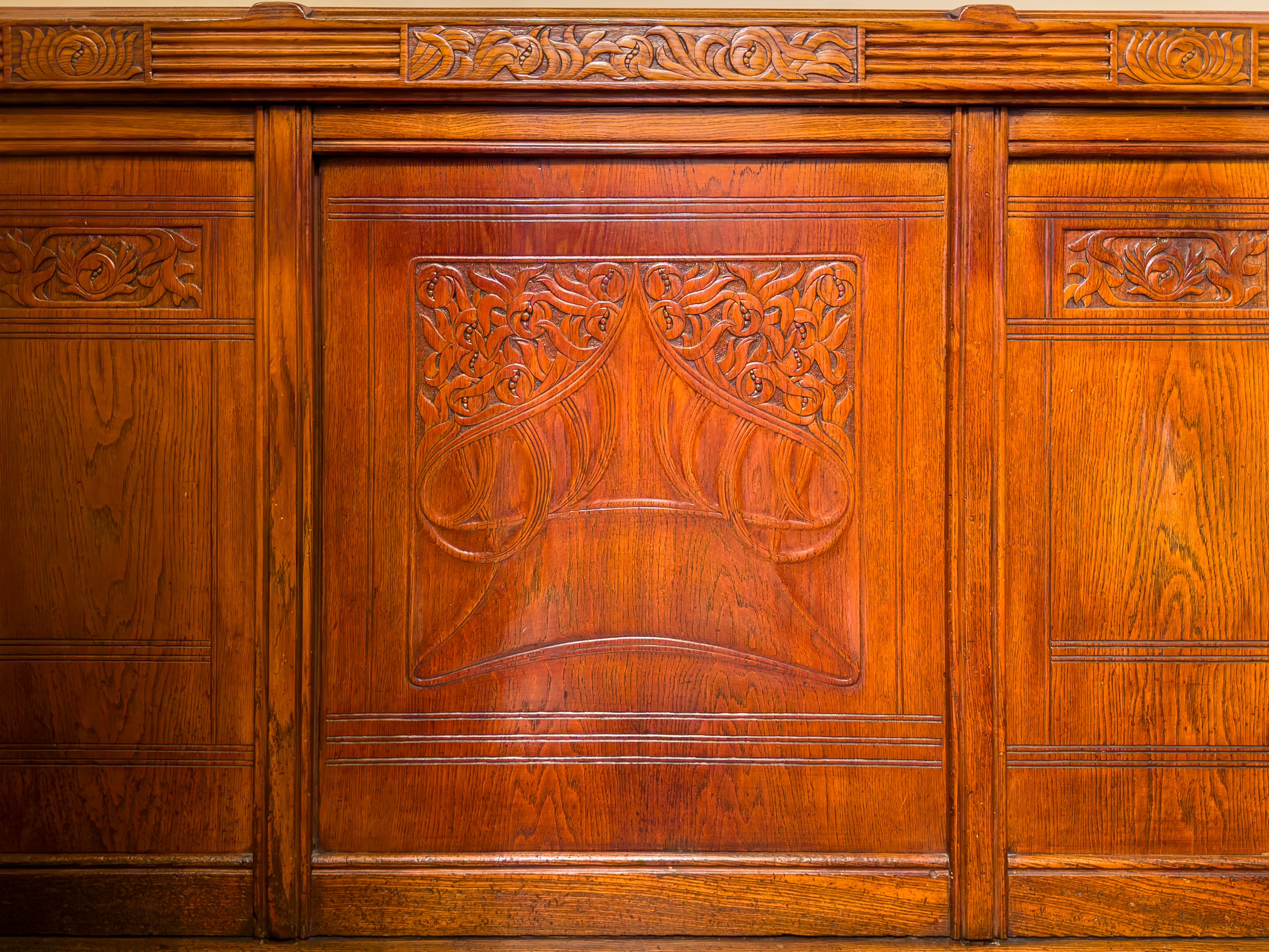
Pasillos
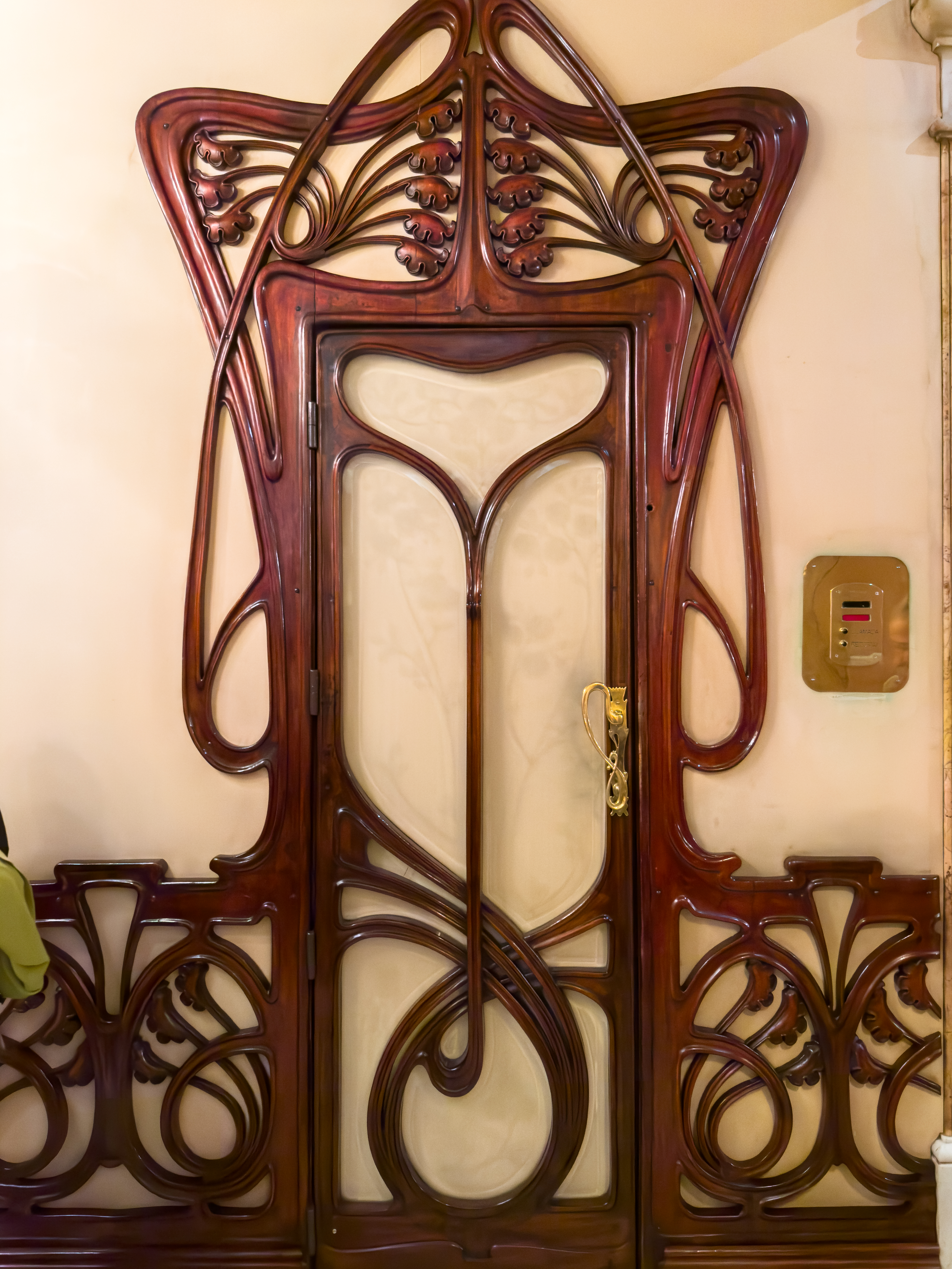
Pasillos
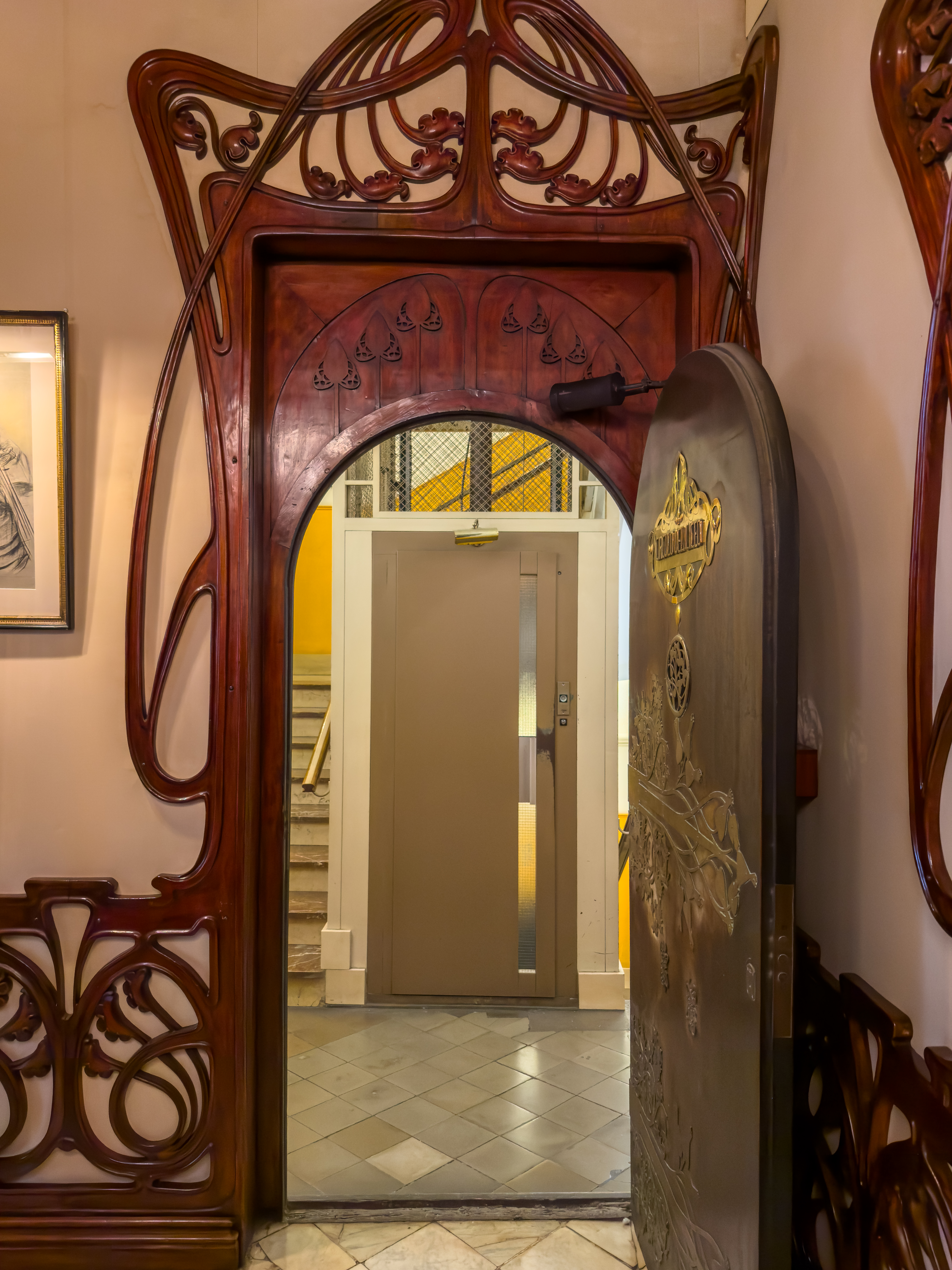
Pasillos
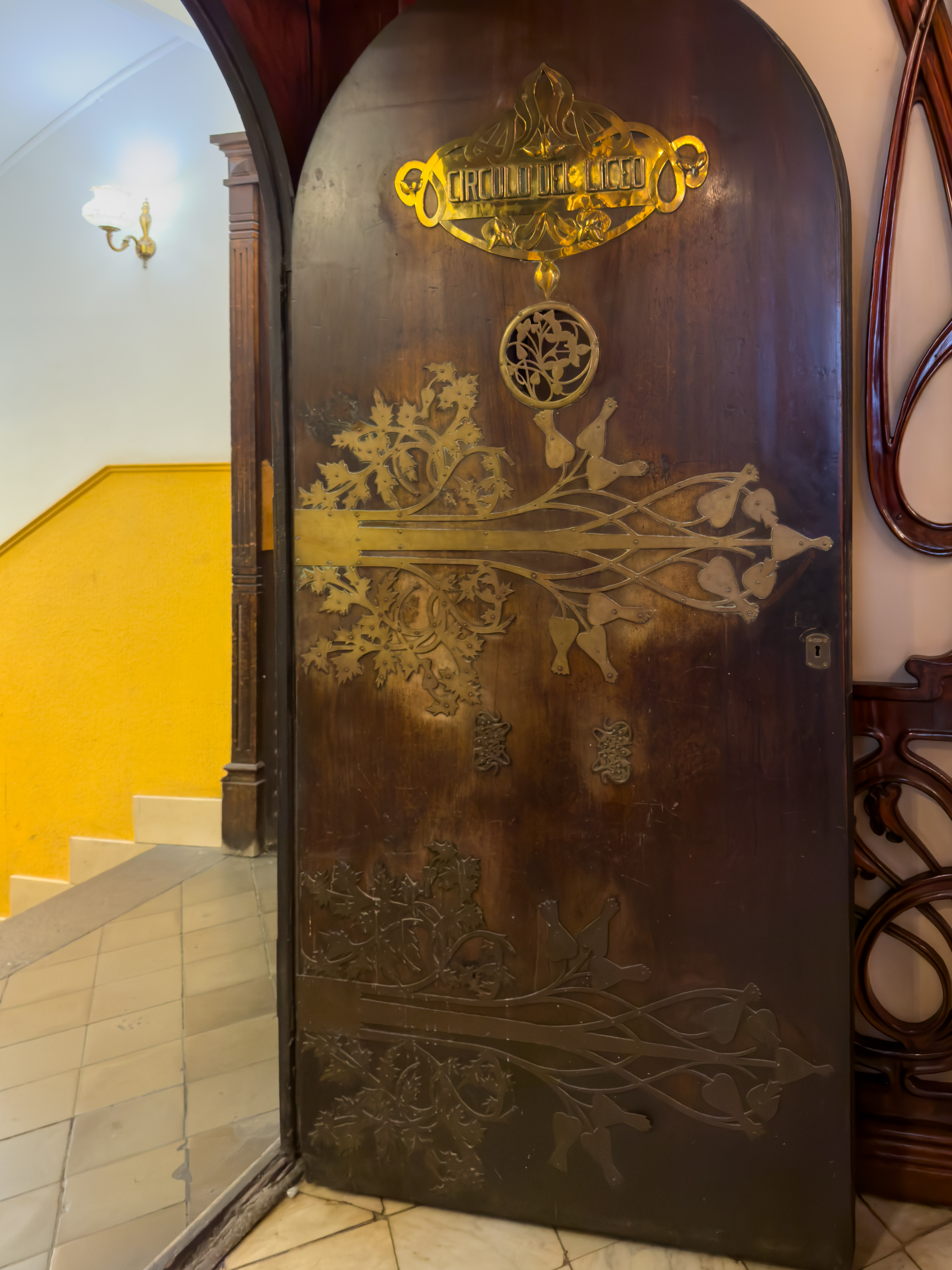
Pasillos
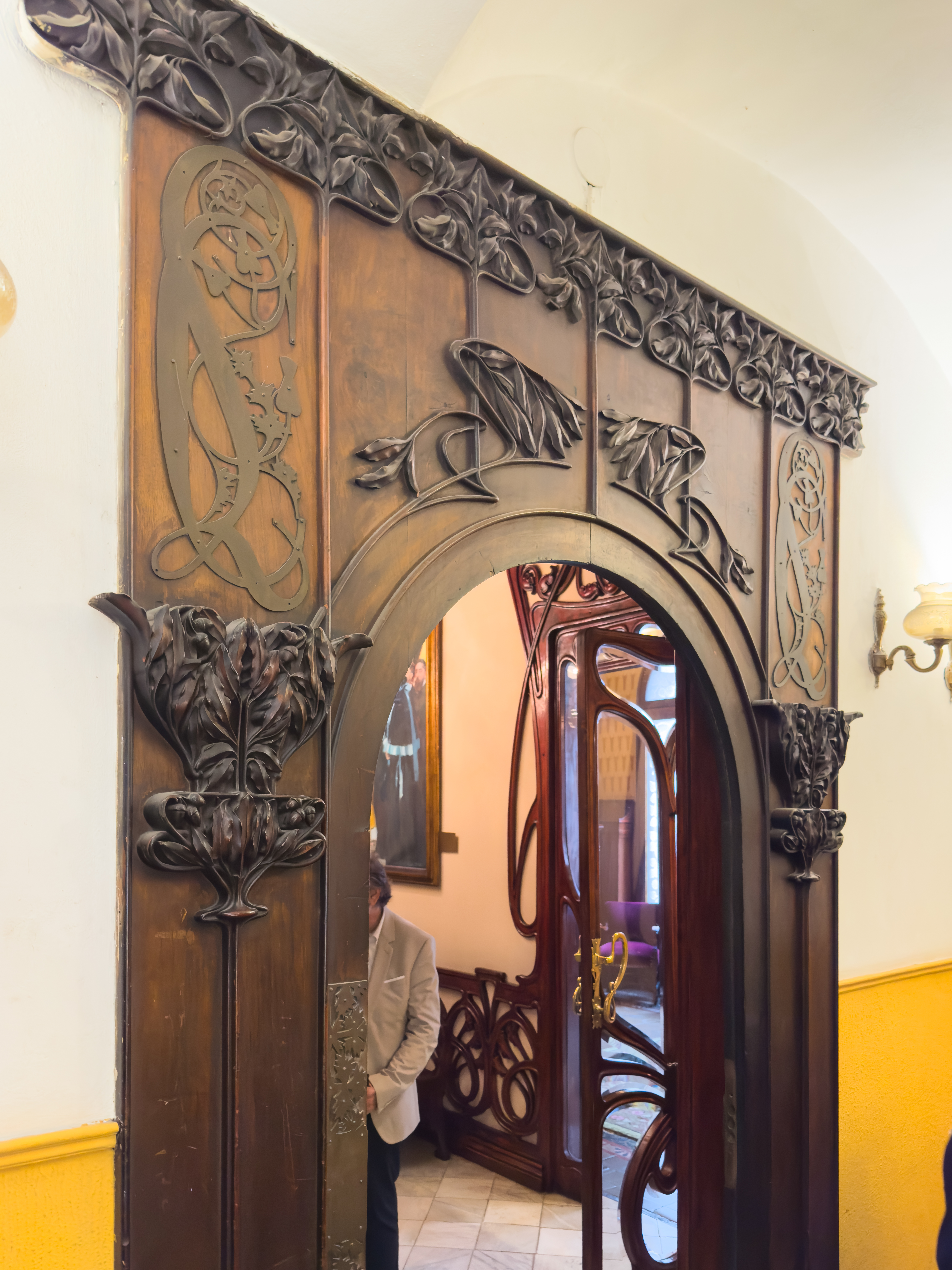
Pasillos

Pinturas de la sala La Rotonda, de Ramón Casas (1902)
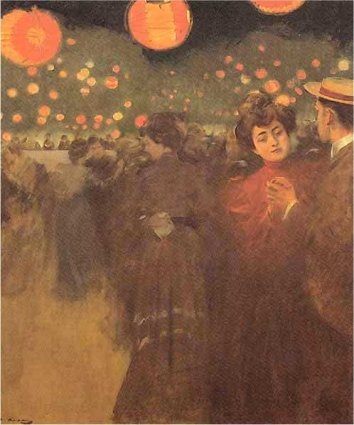
La "Verbena"
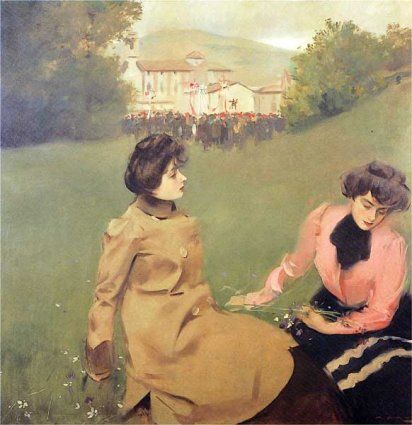
Les Caramelles
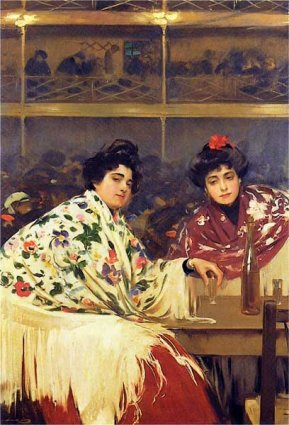
Cafè-concert
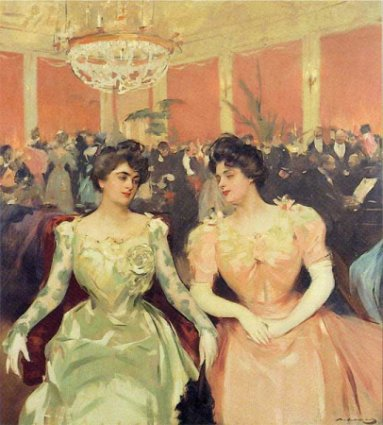
Sala de descans
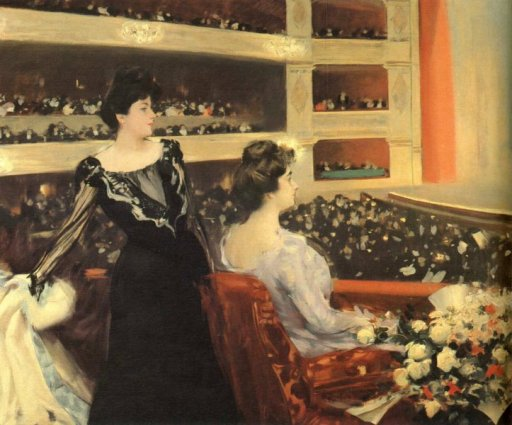
El Liceu
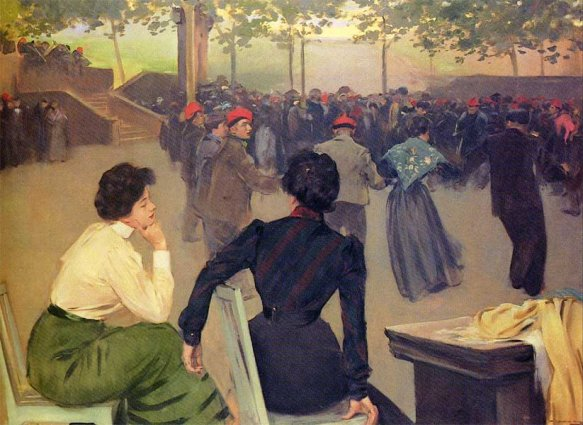
Sardanas en la fuente de san Roque de Olot
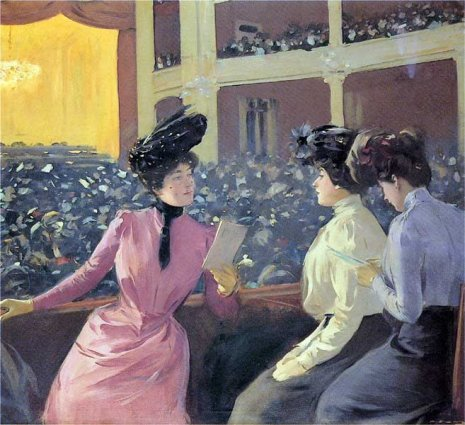
Teatre Novetats
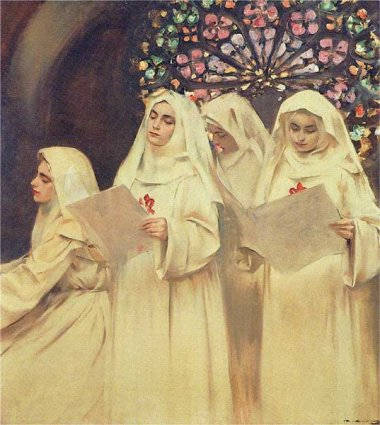
Cor de monges
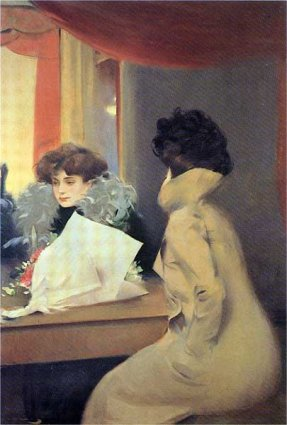
L'avantllotja
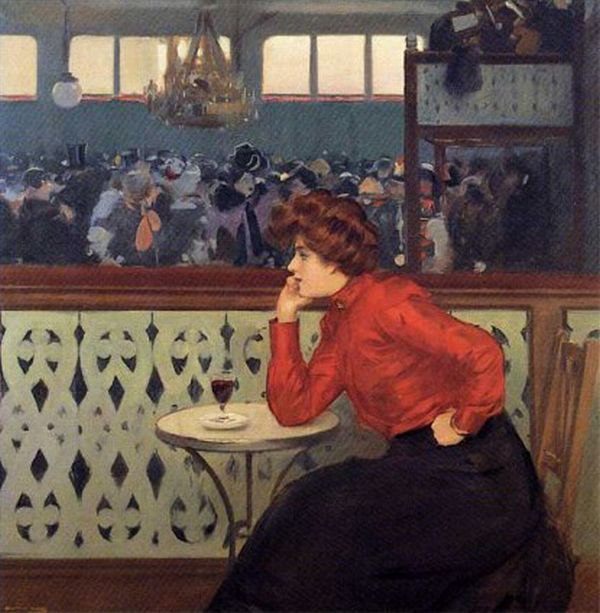
Le Moulin de la Galette
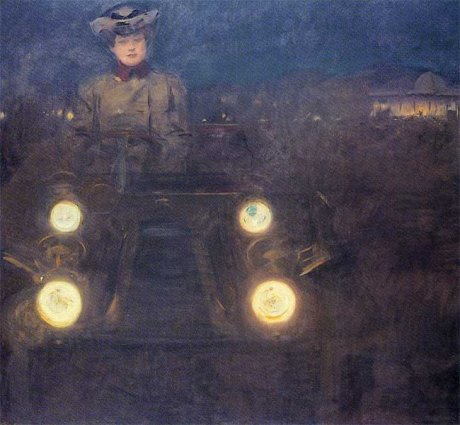
L'automòbil
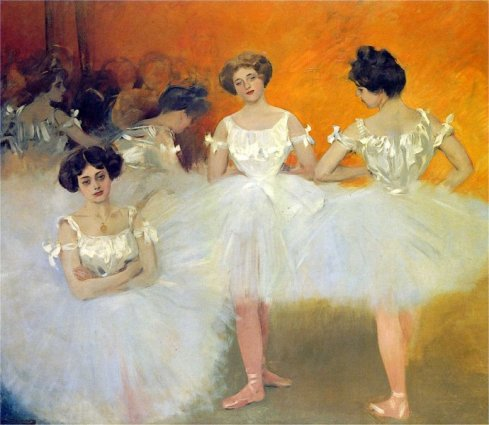
Cos de ball